# ジョージ6世 (イギリス王)
ジョージ6世（英: George VI、全名：アルバート・フレデリック・アーサー・ジョージ（英: Albert Frederick Arthur George）、1895年12月14日 - 1952年2月6日）は、グレートブリテン及び北アイルランド連合王国（イギリス）ならびに海外自治領（The British Dominions beyond the Sea）の国王（在位：1936年12月11日 - 1952年2月6日）。また、最後のインド皇帝（在位：1936年12月11日 - 1947年6月22日）ならびに最初のコモンウェルス首長（在位：1949年4月28日 - 1952年2月6日）でもあった。

## 人物
1895年12月14日に、後のイギリス国王ジョージ5世と王妃メアリーとの第2王子として誕生したが、王太子として育てられた長兄エドワードの陰に隠れた存在であり、王位を継承することを期待されていなかった。第一次世界大戦中は海軍、空軍の士官として従軍した。第一次世界大戦後には、通常通りにイギリス王室の一員としての公務を果たしている。1923年に、第14代ストラスモア伯爵クロード・ボーズ＝ライアンの四女エリザベスと結婚し、2人の王女（長女のエリザベスと次女のマーガレット）をもうけた。
1936年1月20日に父王ジョージ5世が崩御し、長兄エドワード王太子が「エドワード8世」として即位した。しかしながら、即位間もないエドワード8世は、王太子時代から交際のあった離婚歴のあるアメリカ人女性ウォリス・シンプソンとの結婚を望み、議会との対立を深めていく。当時の首相スタンリー・ボールドウィンは、「政治的、宗教的理由から、国王に在位したままでのウォリス・シンプソンとの結婚は不可能である」と、エドワード8世に勧告し、最終的にエドワード8世は「イギリス国王からの退位」を決め、1936年12月11日に弟のジョージが「国王ジョージ6世（King George VI）」として即位した。
ジョージ6世の治世は、イギリスの国力と地位が相対的に低下し、アジア及びアフリカにおける自国領植民地の独立による大英帝国の解体が進展するとともに、同盟国であるアメリカ合衆国とソビエト連邦と複雑な関係を抱えながら2度目の世界大戦（第二次世界大戦）を経験するという困難な時代であった。1939年にはポーランド問題をめぐってドイツと対立し、イギリスおよびイギリス連邦（アイルランドを除く）は、連合国側として第二次世界大戦に参戦し、枢軸国側だったイタリアや日本などと敵対し欧州のみならずアフリカやアジアにおいて世界各地で戦った。
ジョージ6世は首相ウィンストン・チャーチルと強く連携し、5年間に及ぶ戦争期間中、国民の士気を支え続けた。第二次世界大戦で連合国側が完全勝利を収めたが、その後に成立したのは冷戦と呼ばれるアメリカとソ連の二大超大国体制であり、資本主義・自由主義の西側陣営の一員でアメリカの「お膝元」に過ぎなくなったイギリスは覇権国の地位を手放すことを余儀なくされ、完全に失墜した。1947年にはインドとパキスタンが分離独立し、自身が最後のインド皇帝としてその称号を1948年6月に喪失している。1949年4月28日には新設された「コモンウェルス首長」（初代）となった。
健康を損なったジョージ6世は、1952年2月6日に満56歳にして崩御した。王位は1701年王位継承法に基づき、長女のエリザベス王女が「女王エリザベス2世（Queen Elizabeth II）」として即位することで、（ウィンザー朝の）イギリス女王および英連邦王国君主として継承した。

## 生涯

### 幼少期

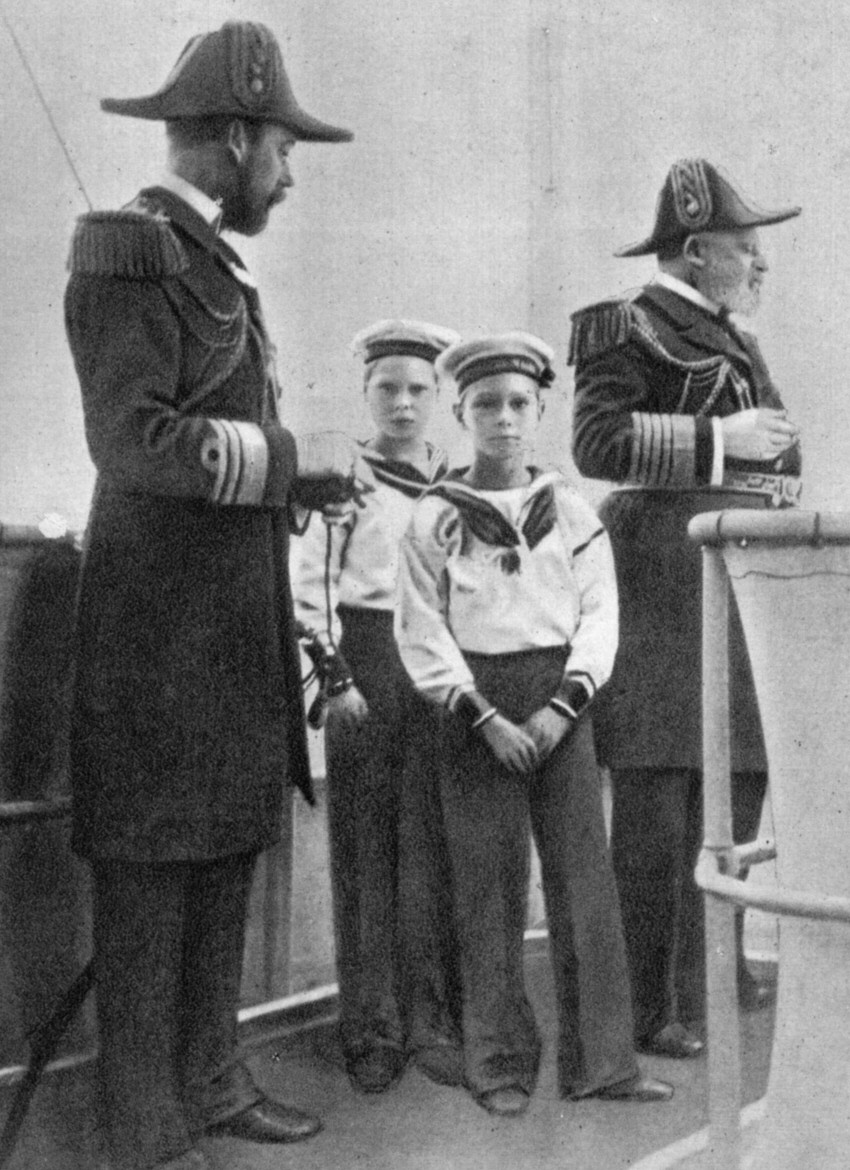
右から、イギリス国王エドワード7世、孫エドワード（後のイギリス国王エドワード8世）、同じくアルバート（後のイギリス国王ジョージ6世）、エドワード7世の次男で王太子ジョージ（後のイギリス国王ジョージ5世）（1908年頃）

のちにジョージ6世となるアルバートが誕生したのはノーフォークのサンドリンガム・ハウス、ヨニクコテージで、曽祖母にあたるヴィクトリア女王治世下のことだった。アルバートの父親はのちにジョージ5世として即位するヨーク公ジョージで、のちにエドワード7世として即位する当時の王太子エドワードと王太子妃アレクサンドラとの次男である。アルバートの母親はヨーク公夫人メアリーで、メアリーは初代テック公フランツとケンブリッジ公女メアリー・アデレードの長女だった。
アルバートが生まれたのは1895年12月14日だが、12月14日は女王ヴィクトリアの王配アルバートの命日でもあった（1861年12月14日没）。どこまで正確な話なのかは不明であるが、当時未亡人だったヴィクトリアは、アルバート誕生の報せを聞いたときに「あまりいいニュースとは思えないわね」と漏らしたことが、王太子エドワードが父親となった息子のヨーク公ジョージに宛てた書簡に書かれている。さらに2日後に、エドワードはジョージに対して「生まれた子供に（ヴィクトリアの王配にちなんで）アルバートと名付けることを提案したら、女王を喜ばせることが出来るだろう」とも書いている。ヴィクトリアは、子供をアルバートと名付けるというこの申し出に態度を和らげ、母親のヨーク公夫人メアリーに「「新しい」子供に早く会わせてくださいな。この日（12月14日）は私にとってとても悲しい出来事が起こった日ですが、これからはとても大切な日になるかもしれません。何よりも私が愛する人の名前でその子供が呼ばれることは、私にとってもこの上ない喜びになるでしょう」という内容の書簡を送っている。そして、3カ月後にサンドリンガムの聖メアリ・マグダレーン教会 (en:St. Mary Magdalene Church, Sandringham) で洗礼を受けた子供は、アルバート・フレデリック・アーサー・ジョージと名付けられたa。イギリス女王ヴィクトリアの曾孫として、アルバートの正式な称号は「ヨーク公爵王子アルバート (His Highness Prince Albert of York)」だったが、家族からは「バーティ」と呼ばれるようになった。母方の祖母にあたるテック公夫人メアリー・アデレードは、孫に与えられたアルバートという名前を気に入っておらず、ラストネームであるジョージで「呼ばれるようになってもらいたい」という予言めいた記録を残している。
アルバートは王位継承権第4位として誕生した。上位の王位継承者は祖父である王太子エドワード、その息子ヨーク公ジョージ、そしてアルバートの兄エドワードの順だった。1898年にヴィクトリアは、王侯貴族の称号に関する法令を発布し、王太子の直系には「殿下 (Royal Highness)」が与えられることとなった。これにより、当時2歳のアルバートも「アルバート・オブ・ヨーク王子殿下 (His Royal Highness Prince Albert of York)」という称号で呼ばれるようになった。
アルバートは病弱で、「すぐに怯えだして、泣き出す子供」といわれていた。両親のヨーク公夫妻は、当時の王侯貴族階級の慣習と同じく、日々の子供の養育にはほとんど関与しなかった。アルバートは、その後長期にわたって大きな悩みとなる吃音症を患うようになった。更に、生来左利きだったにもかかわらず、5歳の誕生日を期に父から「いつも人から言われたことをすぐに実行できるよう努めるがいい。早く始めれば、その方がお前にとっても楽だろうから」と伝えられ、これ以降利き腕を右手に矯正することを強いられた。また、慢性胃炎やX脚にも悩まされ、X脚を直すために痛みを伴う矯正具の脚部への着用を強制されている。
ヴィクトリア女王が1901年1月22日に崩御し、アルバートの祖父の王太子エドワードがエドワード7世としてイギリス王位に就いた。エドワード7世の即位に伴い、王位継承権は王太子となった父のヨーク公ジョージが第1位、次いで兄のエドワード、アルバートとなった。

### 軍務と教育
1909年にオズボーン海軍幼年学校に入学し、軍人教育を受け始めた。勉学に対しては不真面目であったものの、1911年に行われた幼年学校での卒業試験では首席だったが、そのまま海軍兵学校へと進学している。1910年5月6日にエドワード7世が崩御し、王太子である父ジョージがジョージ5世として国王に即位した。これにより、アルバートの王位継承権は兄エドワードに次いで2位となった。

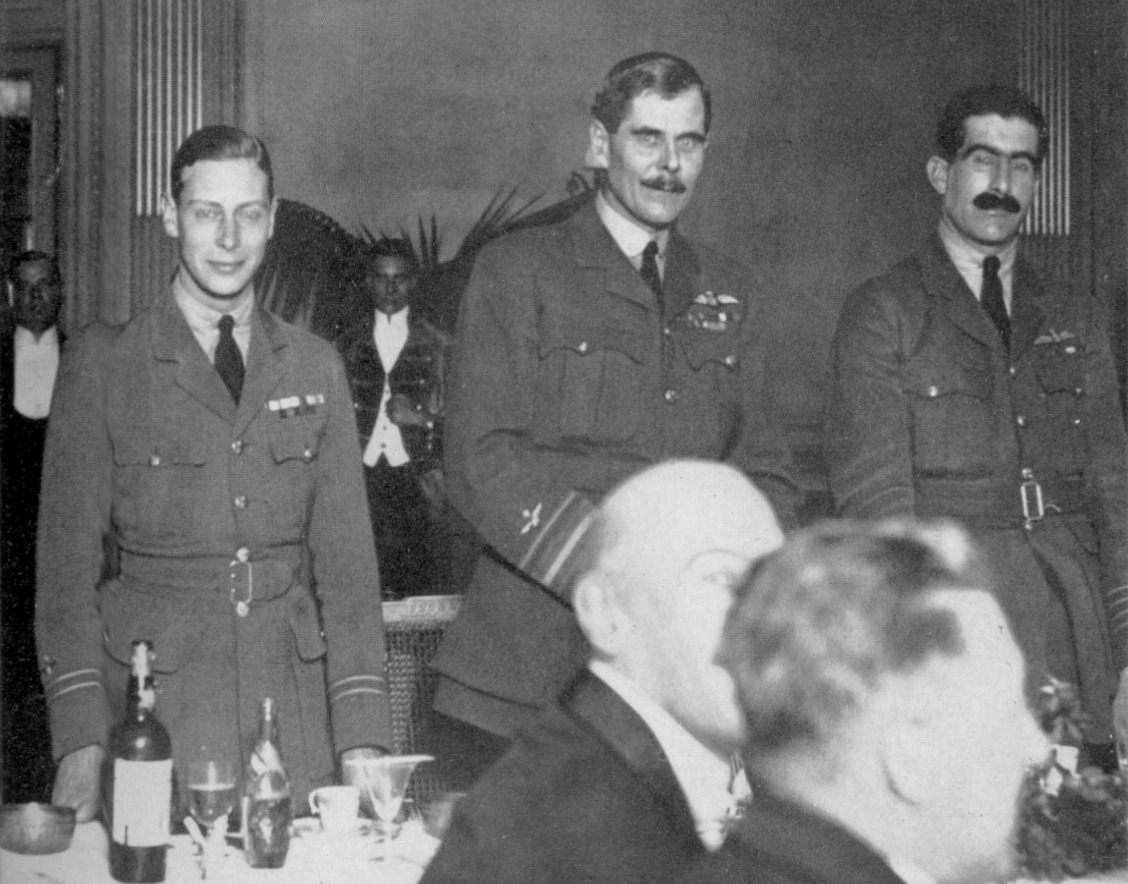
1919年に、イギリス空軍で催された会食。左からアルバート、後に初代トレンチャード子爵・空軍元帥となるヒュー・トレンチャード、後に空軍大将となるクリストファー・コートニー

アルバートは1913年の上半期を、装甲巡洋艦カンバーランド (en:HMS Cumberland (1902)) に乗船し、西インド諸島近海、カナダ東沿岸での訓練航海で過ごしている。1913年9月15日に、海軍士官候補生として戦艦コリンウッドに乗り組み、地中海で3カ月間の訓練を受けた。このときにはアルバートがイギリス王子であることを隠すために「ジョンソン」という名前で呼ばれていた。
アルバートは翌年に勃発した第一次世界大戦に従軍している。コリンウッドに乗り組んだアルバートは、第一次世界大戦で最大の海戦であり、最終的な勝敗の帰趨が不明瞭となった、対ドイツ海軍とのユトランド沖海戦に参加し、砲塔担当の士官として殊勲報告書 (en:Mentioned in Despatches) にその名が記載された。その後、アルバートは十二指腸潰瘍を患って1917年に手術を受けたため、以降の戦闘には参加することが出来なかった。1918年2月にアルバートは、クランウェル基地 (en:RAF Cranwell) に設立されていたイギリス海軍航空隊のチャージ・オブ・ボーイズ連隊付き士官に任命された。その2カ月後にイギリス空軍が正式に発足し、クランウェル基地の所属が海軍から空軍へと移された。このときにアルバートも海軍から空軍へと転籍している。
アルバートは、クランウェル空軍基地の第4飛行戦隊ボーイズ・ウィングの指揮官に任命され、1918年8月までこの任務に就いていた。また、アルバートは、飛行操縦資格を正式に取得した最初のイギリス王族でもあった。大戦終結間際の数週間は、フランスのナンシーに置かれた、イギリス空軍独立戦略爆撃隊 (en:Independent Air Force) の司令部参謀としての任務に就いていた。第一次世界大戦の終結によって、1918年11月に独立戦略爆撃隊は解体されたが、アルバートはそのままイギリス空軍参謀としてヨーロッパ大陸にとどまり、イギリス本国へ帰還したのは、その2カ月後のことだった。
1919年10月にケンブリッジ大学トリニティ・カレッジに入学し、歴史学、経済学、市政学を1年間学んだ。1920年6月4日にはヨーク公爵、インヴァネス伯爵、キラーニー男爵に叙せられている。
アルバートは以前にも増して公務に時間を割くようになり、国王の名代として、炭鉱、工場、車両基地などの視察を行っている。このような産業施設の訪問によって、アルバートは「産業王子 (Industrial Prince)」と呼ばれるようになっていった。アルバートは労働条件に興味を持つようになり、労働福祉協会 (en:Industrial Welfare Society) の総裁を務めたこともある。また、1921年から1939年まで、毎年夏に、様々な社会的階級の少年たちを集めたキャンプに参加していた。しかしながら、幼少の頃から悩まされていた吃音症に起因するおどおどとした様子と、生来の内気さから、兄エドワードほどには目立った存在とはいえなかった。だが、身体的には活動的で、テニスを楽しむ一面もあった。

### 結婚

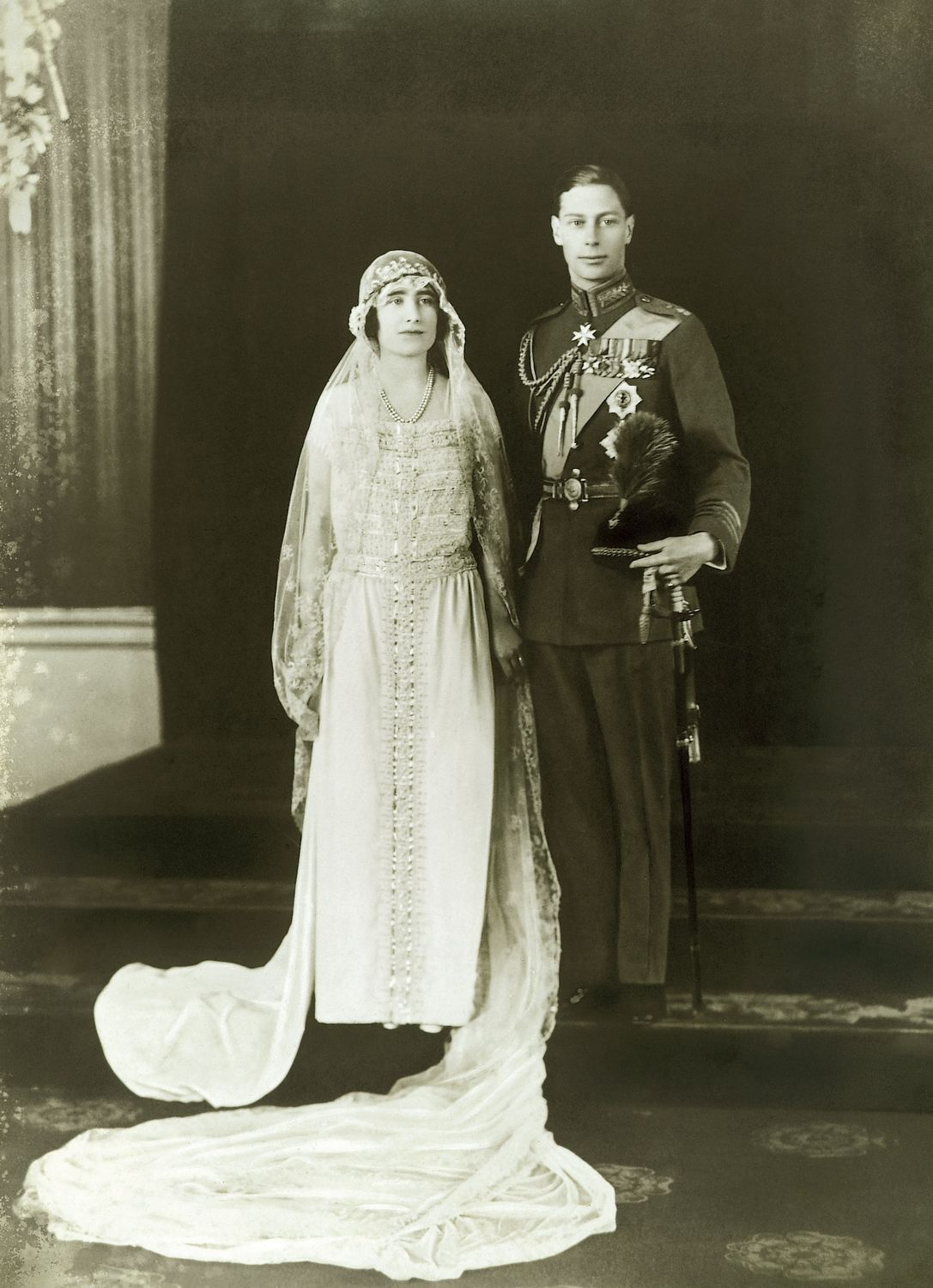
1923年4月26日、ヨーク公爵アルバート王子とエリザベス・ボーズ＝ライアン嬢の婚礼

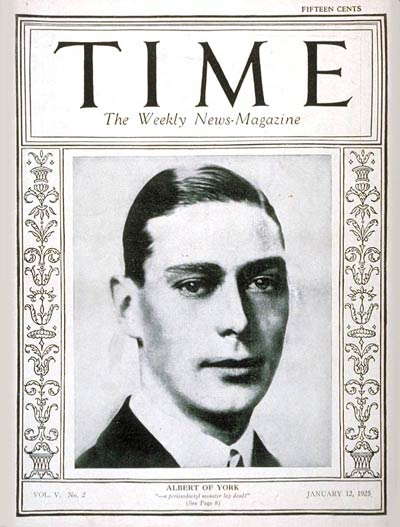
ヨーク公爵アルバート王子が表紙を飾る1925年1月12日付のタイム誌

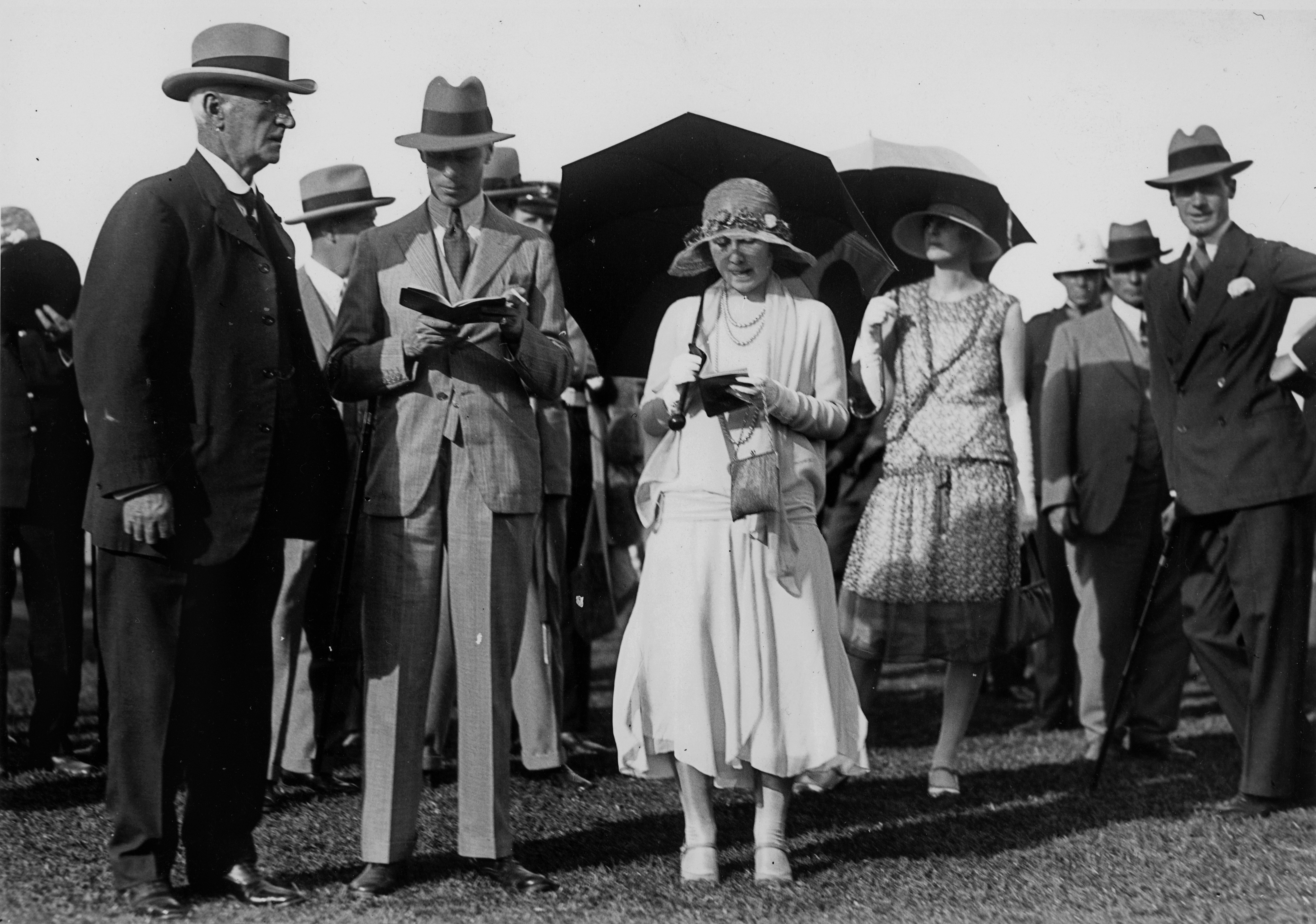
1927年にオーストラリアのクイーンズランドブリスベンのイーグル・ファーム競馬場(Eagle Farm Racecourse)を訪問したアルバートとエリザベス

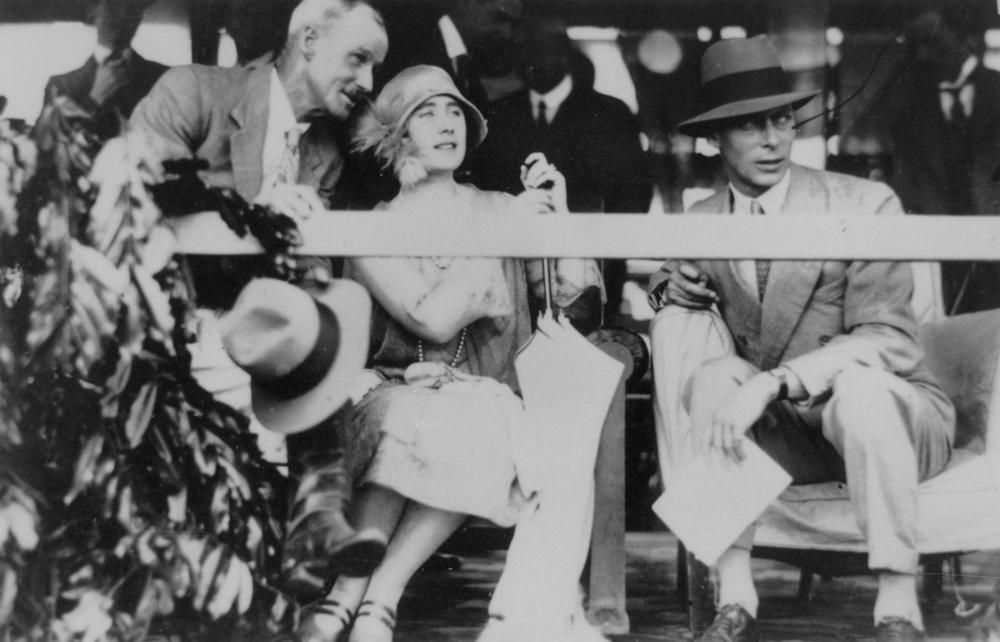
1927年にオーストラリアのクイーンズランドを訪問したアルバートとエリザベス

当時の王族は、他国の王族と婚姻関係を結ぶことを求められていたが、アルバートは自由恋愛で将来の妻を娶りたいという大きな望みを持っていた。1920年に、第14代ストラスモア伯クロード・ボーズ＝ライアンの末娘エリザベスと出会ったアルバートは、エリザベスとの結婚を望むようになっていった。しかしながらエリザベスはアルバートからの求婚を、1921年、1922年の2度にわたって断った。伝えられるところによると、王族の一員になると、様々なことを犠牲にしなければならないと考えたエリザベスが、アルバートとの結婚に気乗りしなかったためだといわれている。エリザベスの母であるセシリア夫人の言葉によると、当時のアルバートはエリザベスと結婚できるかどうかで「運命が決まる」と考えていた。エリザベスを諦められなかったアルバートの数年にわたる求婚の末に、エリザベスはアルバートとの結婚を承諾した。
アルバートとエリザベスは、1923年4月26日に、ウェストミンスター寺院で結婚式を挙げた。開局間もないBBCが、この結婚式の模様を録音してラジオで放送することを計画した。この申し出に聖堂参事会の長ハーバート・エドワード・ライル (en:Herbert Edward Ryle) は興味を示したが、最終的に聖堂参事会がこの計画を拒否したために、ラジオ放送は実現していない。アルバートと結婚してイギリス王族となったエリザベスには「ヨーク公爵夫人殿下 (Her Royal Highness The Duchess of York)」の称号が与えられた。アルバートとエリザベスの結婚は、王室の近代化の現れであるとしてイギリス国民から歓迎された。
1924年12月から1925年4月にかけて、ヨーク公夫妻は東アフリカを外遊した。スエズ運河とアデンを経由し、ケニア植民地 (en:Kenya Colony)、ウガンダ保護領 (en:Uganda Protectorate)、そして英埃領スーダンを訪れている。この外遊の途中でヨーク公夫妻はともに猛獣狩りに参加した。
吃音症のために、アルバートは公式な場での演説を非常に苦手としていた。ウェンブリーで開催されていた、大英帝国博覧会 (en:British Empire Exhibition) の閉会式が1925年10月31日に挙行され、閉幕スピーチをアルバートが担当したが、このスピーチはアルバートにとっても聴衆にとっても、極めて惨澹たる結果となってしまった。
アルバートは吃音症を克服するために、オーストラリア人セラピストのライオネル・ローグの治療を受け始めた。アルバートとローグは呼吸法の訓練を開始し、エリザベスもアルバートの訓練に根気よく付き合っている。このような治療が功を奏し、アルバートはほとんどつかえることなしに話すことができるようになっていった。成功したアルバートの公式演説として、1927年に公式外遊先のオーストラリア・キャンベラで開催された連邦議会の開会スピーチをあげることができる。このときの公式外遊ではジャマイカ経由の海路を使い、オーストラリア、ニュージーランド、フィジーのイギリス自治領を訪問している。アルバートはジャマイカで、当時としては異例なことに黒人とペアを組んでのテニスのダブルス試合を行っており、ジャマイカでは人種間での差異は存在しないことの現われだと受け取られた。
ヨーク公夫妻には、長女エリザベス（のちの女王エリザベス2世）と次女マーガレットの2人の娘が生まれた。ヨーク公一家はロンドンのピカデリー145の邸宅で、いたって平穏な暮らしを送っていた。非常に親密で仲の良好な家族だった。1931年に、当時のカナダ首相リチャード・ベッドフォード・ベネットが、アルバートにカナダ総督就任を求めた。このときには日ごろ平穏なヨーク公一家も騒ぎの渦中となったが、父王ジョージ5世がイギリス首相ラムゼイ・マクドナルドの助言に従ってこの要請を拒否したため、事なきを得ている。

### 押し付けられた王位

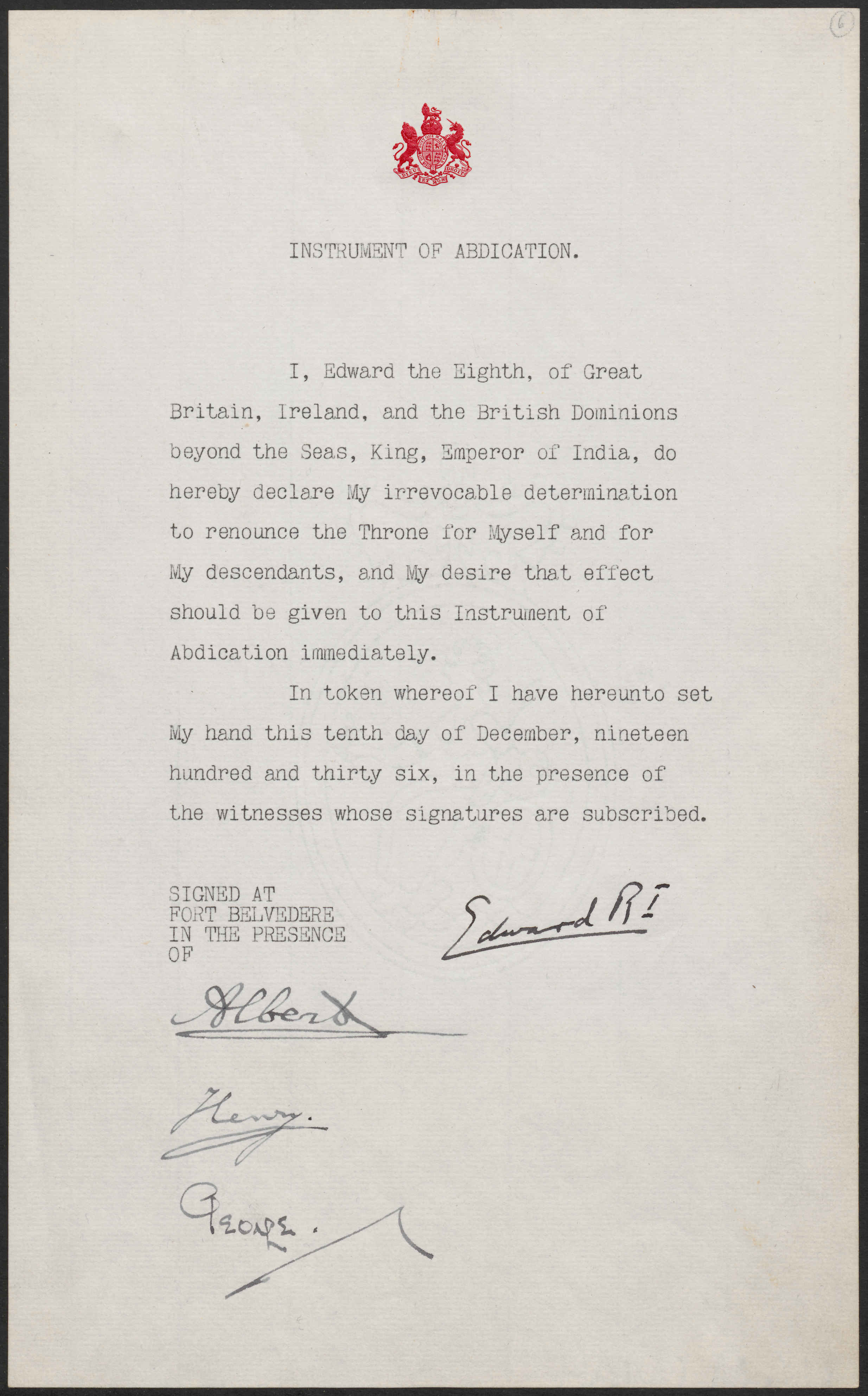
エドワード8世の退位宣言。右の署名がエドワード8世、左の署名が3名の王弟たちで、上からヨーク公アルバート、グロスター公ヘンリー、ケント公ジョージ

国王ジョージ5世は、既婚者との恋愛を続ける長男の王太子エドワードの言動に心を痛めており「長男（エドワード）が結婚しないこととb、バーティ（アルバート）とリズベット（エリザベス2世）、そしてイギリス王位に何事も起こらないことを神に祈る」と漏らしていたといわれている。1936年1月20日にジョージ5世が崩御し、王太子エドワードがエドワード8世として即位した。ジョージ5世の棺は、国民との告別の儀のためにウェストミンスター・ホールに安置された。そして、棺の四隅に立って亡き国王を見守る礼典 (en:Vigil of the Princes) は、新国王エドワード8世、ヨーク公アルバート、グロスター公ヘンリー、ケント公ジョージの4兄弟がその任に当たった。
国王に即位したエドワード8世は未婚で、子供もいなかったため、アルバートが推定王位継承者となった。即位後1年も経たない1936年12月11日に、エドワード8世は2度の離婚歴のあるアメリカ人女性ウォリス・シンプソンとの結婚を選択して、王位の放棄を宣言した。以前からシンプソンとの結婚を望んでいたエドワード8世だったが、当時の首相スタンリー・ボールドウィンからは、アメリカ人の平民で、未亡人でもない離婚歴のある（さらにドイツの駐英大使であるヨアヒム・フォン・リッベントロップをはじめとする複数の男性との関係さえ噂されていた）女性と結婚すれば王位にいられなくなると反対されていた。そして、エドワードは王位よりもシンプソンとの結婚を選んだのである。
エドワード8世の退位に伴って、推定王位継承者だったアルバートが国王に即位した。しかしながらアルバートにはまったくその気がなく、国王の座は望んでもいない押し付けられたものだった。即位が正式に決まった際には、ルイス・マウントバッテンに対して「これは酷いよ。私は何の準備も、何の勉強もしてこなかった。子供の頃から国王になるように教育を受けていたのはデイヴィッド（エドワード8世）の方なんだから。国事に関する書類なんかこれまで一度も見たことなんか無いんだよ。そもそも、私は一介の海軍士官に過ぎないんだ。海軍将校としての仕事以外は、これまで何もやったことの無い人間なんだよ」と愚痴をこぼしたという。兄が退位する前日には、母メアリーのもとを訪れており、アルバートはその日の日記に「ひどいことが起こってしまいましたと母に告げ、私は取り乱して子供のように泣き崩れた」と記している。
エドワード8世が退位宣言を出した当日に、アイルランド自由国政府は憲法からイギリス国王の直接統治に関する内容を削除する法案 (en:Constitution (Amendment No. 27) Act 1936) を可決した。そして翌日には外交に関する法案 (en:Executive Authority (External Relations) Act 1936) が議会を通過し、イギリス国王はアイルランドの外交問題に関する代表者に過ぎないという内容の条項を持った法案が成立した。これらの法案の成立は、アイルランド自由国に、イギリス連邦の一員ではあるものの、共和制の性格を本質的に持たせるという二面性を与えることとなった。
報道記者でもあった宮廷人ダーモット・モラーは、当時の宮廷内には、ヨーク公アルバートとその子女、弟グロスター公ヘンリーよりも、末弟ケント公ジョージこそがイギリス国王に相応しいという雰囲気があったと断言している。これは、明るく社交的な性格で、長兄エドワードに似た華やかな雰囲気を纏っていた事に加え、当時の前国王ジョージ5世の王子たちの中で、ジョージだけに男子（後にケント公を継いだエドワード）がいたことが影響していると考えられている。

### 治世初期

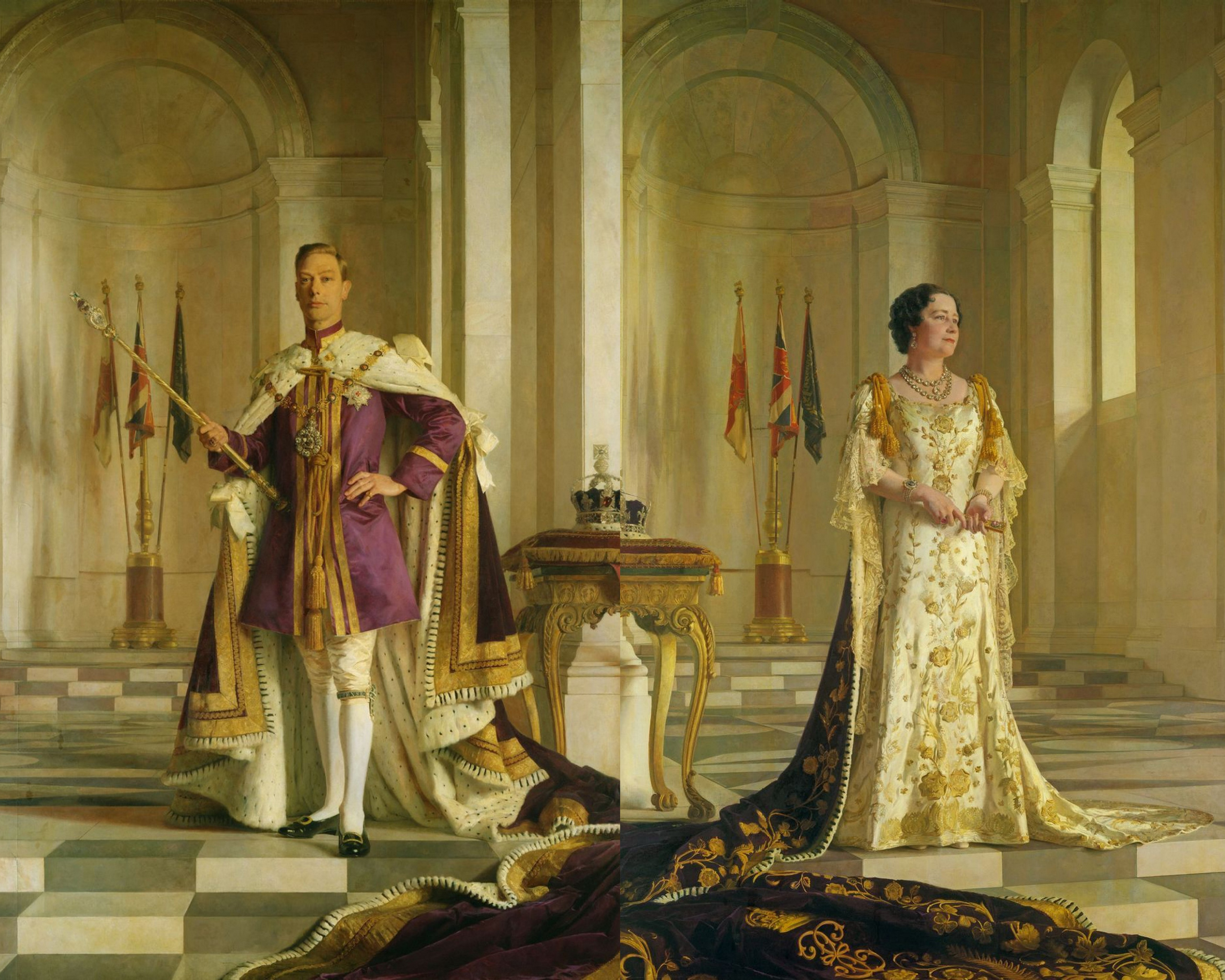
ジョージ6世とエリザベスの戴冠式、1938年のジェラルド・ケリー(Gerald Kelly)画

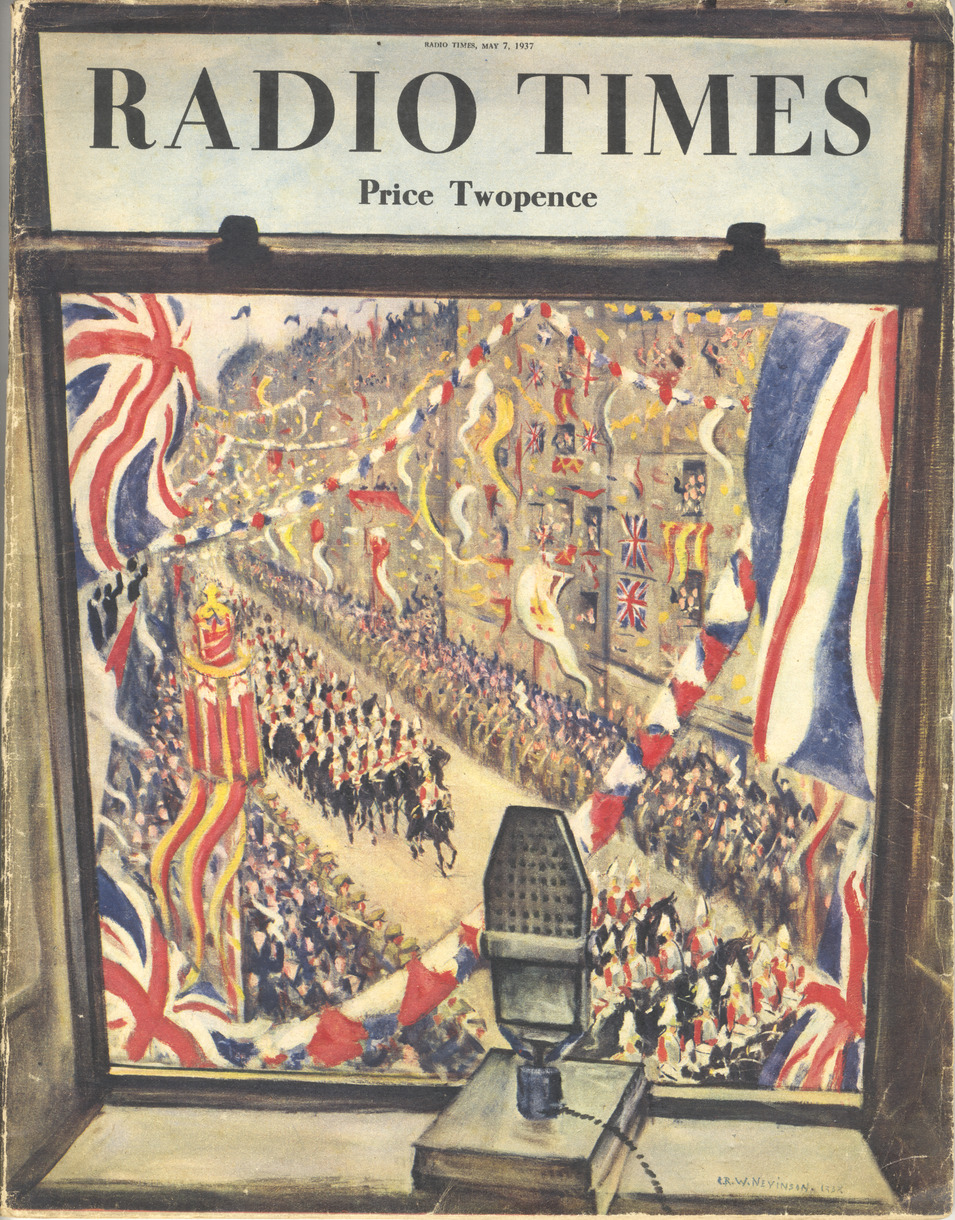
C.R.W. ネヴィンソン画のジョージ6世戴冠式のパレードを表紙に飾る1937年5月7日付の雑誌「ラジオ・タイムズ」

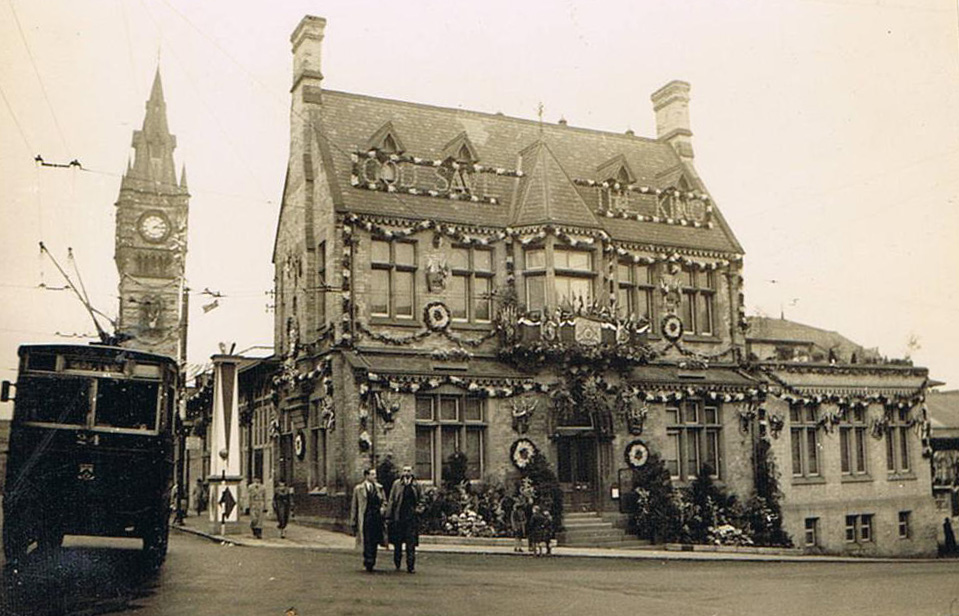
ジョージ6世の国王戴冠を祝って飾り付けられたダーリントン市役所（1937年）。屋根に「神よ国王を護り賜え (God Save the King)」の文字が見える

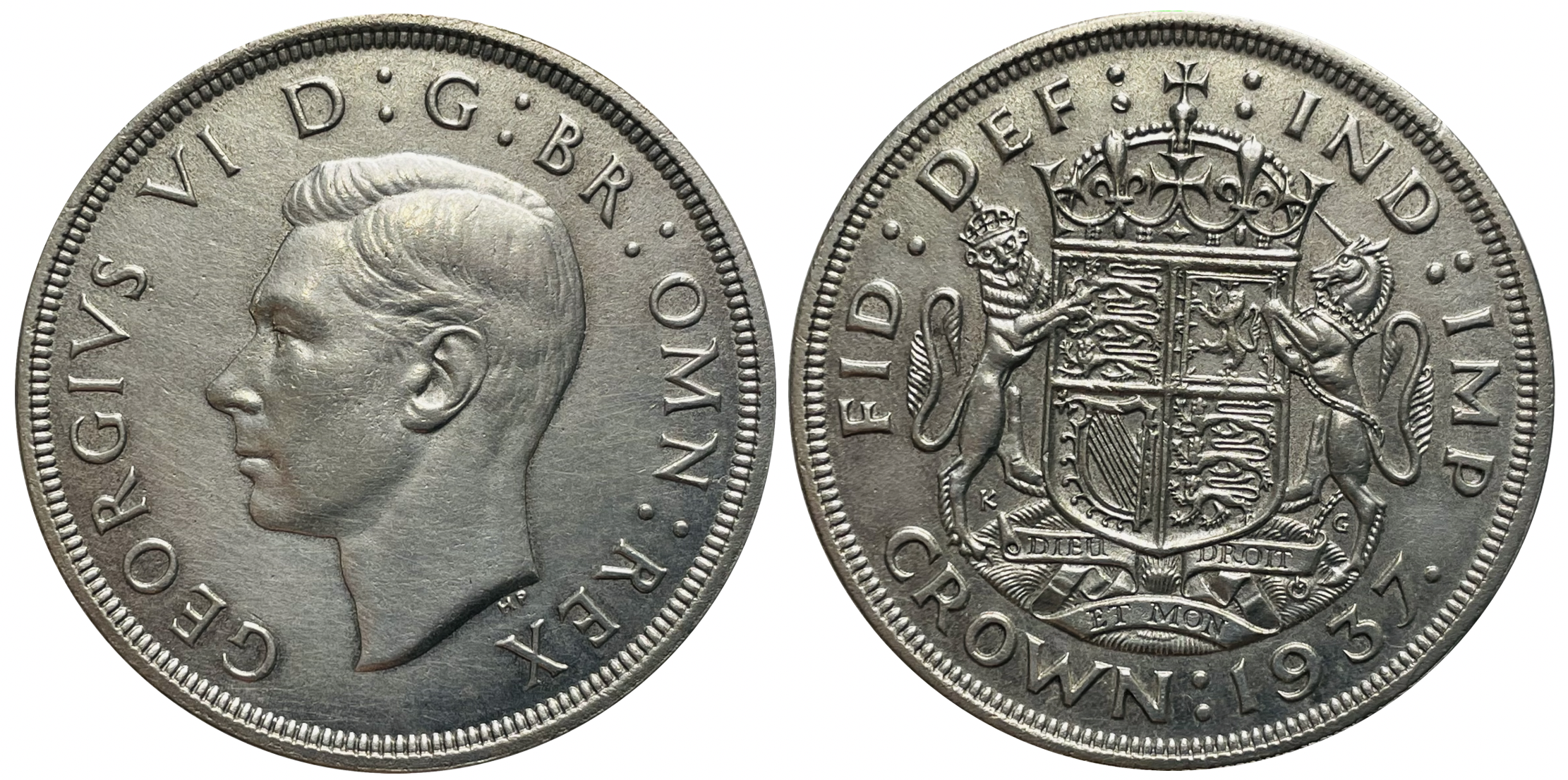
ジョージ6世の国王戴冠を祝って製作された記念硬貨のクラウン銀貨

アルバートは統治名 (尊号) にジョージ6世（George VI）を選んだ。これは父王ジョージ5世の方針を引き継ぐことと、エドワード8世の退位騒動で揺らいだ王室への信頼を回復するという、アルバートの意思の表れだった。新たな国王ジョージ6世が最初に直面した問題は、前国王である兄エドワードの地位や称号の処遇だった。
退位宣言が発表されたときには「エドワード王子殿下（His Royal Highness Prince Edward）」とされていたが、ジョージ6世は、王位を放棄したエドワードが「王族の殿下」を意味する「Royal Highness」などの王族を意味する称号を名乗る資格を失ったのではないかと思っていた。最終的な妥協案として、エドワードには「ウィンザー公爵殿下 (His Royal Highness The Duke of Windsor)」の称号が贈られたが、このウィンザー公爵位の規定では、エドワードの妻、子供が王族を意味する称号を名乗ることは許されていなかった。
また、ジョージ6世はエドワードから王室伝来の邸宅も買い戻さなくてはならなかった。バルモラル城やサンドリンガム・ハウスなどは、クラウン・エステートではなく、エドワードが私有財産として相続したものであり、ジョージ6世が国王になったとはいえ、自動的に相続権が移転する性質のものではなかったためである。ジョージ6世が即位した3日後の1936年12月14日は、自身の41歳の誕生日だった。この日ジョージ6世は、妻エリザベスに王妃の称号とガーター勲章を贈っている。
ジョージ6世の戴冠式は1937年5月12日に挙行された。この日はもともとエドワード8世の戴冠式が予定されていた日だった。この戴冠式には、未亡人となった王妃は以降の戴冠式には姿を現さないという慣例を破って、故ジョージ5世妃メアリーが、新王ジョージ6世の支持を表明するために出席している。日本の皇室からは秩父宮雍仁親王と勢津子妃が昭和天皇の名代として参加し、外国王室筆頭の扱いを受けるなど、イギリスは同じ立憲君主国であり近年まで軍事同盟を結んでいながら、ナチス・ドイツとの関係を深めつつあった日本に配慮を示した。5月20日に行われたジョージ6世戴冠記念観艦式には、日本海軍から重巡洋艦「足柄」が参加した。
また、ジョージ5世が即位したときには挙行された、イギリス領インド帝国デリーでの新国王の公式謁見は、インドの植民地政府の費用負担が大きいとして行われなかった。当時のインドでは、スバス・チャンドラ・ボースやマハトマ・ガンディーらによる独立運動が活発化しており、国王夫妻がインドを訪問してもほとんど歓迎されない可能性が高かったため、独立推進派からもインドでの公式謁見中止は歓迎された。当時の国際情勢は第二次世界大戦直前の緊張したもので、インドにとってもイギリスとの長期にわたる関係悪化は望むところではなかったのである。ただし、国王夫妻のフランスと北米への外遊は実施された。どちらの外遊も、戦争に向けた戦略的優位性を確立するための公式訪問だった。

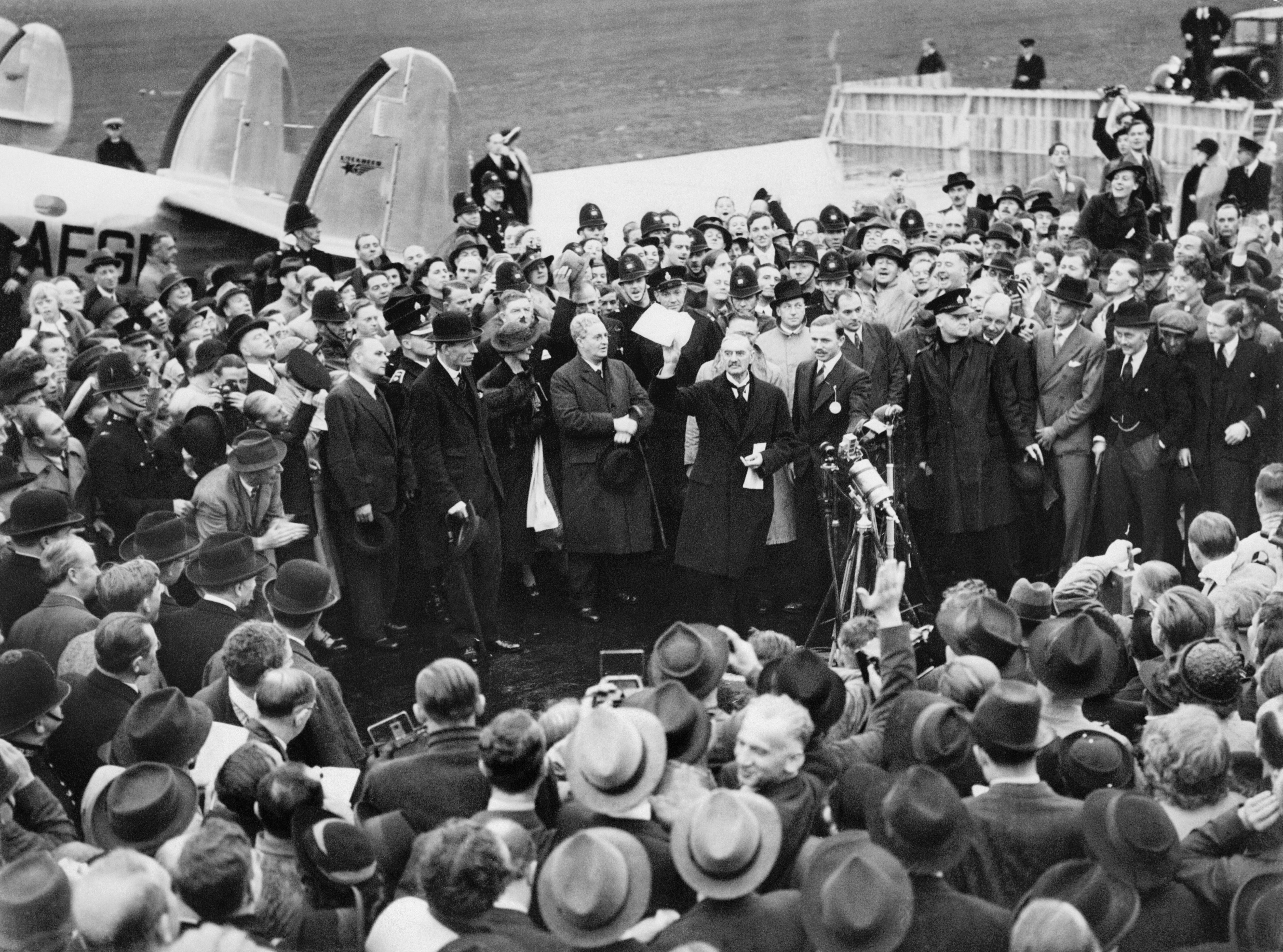
ミュンヘン会談からの帰国後に会見するチェンバレン首相

ヨーロッパで高まる戦争への気運が、ジョージ6世の統治初期に大きな影響を与えた。憲法上、国王たるジョージ6世には、首相ネヴィル・チェンバレンが推進するアドルフ・ヒトラーへの宥和政策に協力する義務があった。1938年のミュンヘン会談で、アドルフ・ヒトラーの要求をほぼ全面的に認める協定を締結したチェンバレンを迎えた国王夫妻は、チェンバレンにバッキンガム宮殿のバルコニーで国王夫妻とともに、国民からの歓迎を受ける特権を与えた。国王と政治家の友好関係を大衆の前で見せるのは極めて例外的であり、王宮のバルコニーからの謁見も伝統的に王族のみに許される行為だった。
当時のイギリス国民からは広く歓迎された、チェンバレン政権の対ヒトラー宥和政策だったが、イギリス議会庶民院ではこの政策に反対する意見もあった。歴史家ジョン・グリッグ (en:John Grigg) は、この時期のジョージ6世の政治的行動が「ここ数世紀のイギリス国王の中で、もっとも憲法に違反している」としている。

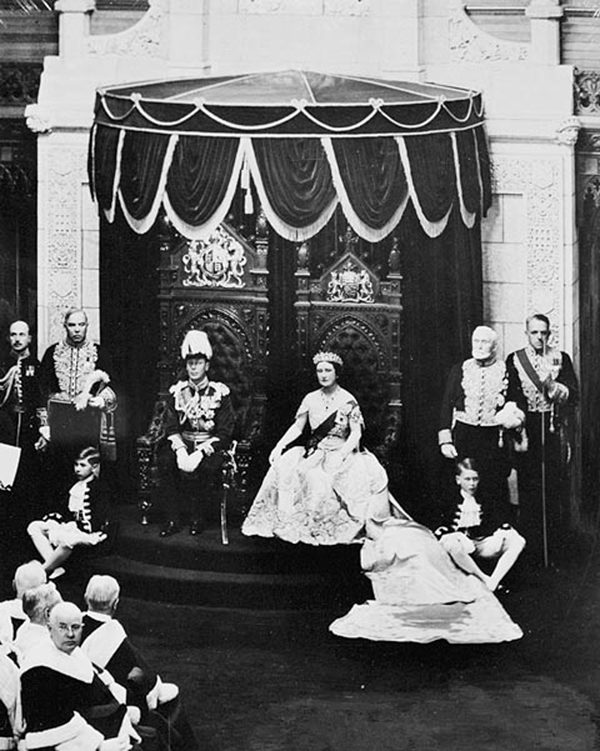
1939年5月19日に、カナダ議会で法案を裁可 (:en:Royal Assent) するジョージ6世。右に座っているのは王妃エリザベス

1939年6月9日、訪米中のイギリス国王ジョージ6世夫妻と米大統領フランクリン・ルーズベルトとエレノア・ルーズベルト同夫人

1939年5月から6月に国王夫妻はカナダとアメリカを公式訪問した。国王夫妻の随伴として、オタワからカナダのウィリアム・ライアン・マッケンジー・キング首相が同行し、北米各地でイギリス国王、王妃がカナダ国王でもあることを紹介する役割を果たした。ジョージ6世は、ヨーク公時代にカナダを訪問したことがあるが、カナダ国王として北米を訪問した最初のイギリス国王でもある。
カナダのジョン・バカン総督（John Buchan, 1st Baron Tweedsmuir）とキング首相は共に、今回のイギリス国王のカナダ訪問が、1931年に発布されたウェストミンスター憲章の精神の実証となることを望んでいた。ウェストミンスター憲章は、各イギリス自治領により広範な自治権を与え、イギリス国王をそれぞれの国が自国の国王として戴くという憲章である。ジョージ6世のオタワでの滞在先は総督公邸のリドー・ホールで、この場所でジョージ6世は新たにカナダに赴任するアメリカ公使ダニエル・カルフーン・ローパーの信任状を受領し、認可している。イギリス国王夫妻のカナダ訪問の公式記録者であるカナダの歴史家ギュスターヴ・ランクトは、イギリス国王のカナダ訪問の様子を「国王陛下ご夫妻がカナダでの滞在先（リドー・ホール）に入られたときに、ウェストミンスター憲章が真の意味で完全なものになった。カナダ国王が自国へと帰還されたのである」としている。
このイギリス国王夫妻の北アメリカ訪問には、当時ヨーロッパで高まりつつあった諸国間の緊張のために、アメリカやカナダの民衆の間に現れつつあった強固な孤立主義者たちの態度を軟化させるという意義もあった。近いうちにヨーロッパで起こるであろう戦争に備えて、イギリスへの支援を要請するという政治的目的を主眼とした公式訪問ではあったが、ジョージ6世とエリザベスは北米の民衆から熱狂的な歓迎を受けている。
前国王エドワード8世に比べてジョージ6世は見劣りがするのではないかという噂もあったが、そのような懸念は見事に払拭された。ジョージ6世とエリザベスはカナダからアメリカに向かい、1939年のニューヨーク万国博覧会に出席した。アメリカでは大統領公邸のホワイトハウスでフランクリン・ルーズベルト大統領と会談し、ハイド・パーク (en:Hyde Park, New York) にあったルーズヴェルトの私邸 (en:Home of Franklin D. Roosevelt National Historic Site) を訪問している。アメリカ公式訪問を通じて、イギリス国王夫妻とアメリカ大統領ルーズベルト夫妻との間に強い信頼関係が結ばれ、この友情が第二次世界大戦でのアメリカとイギリスの関係に大きな影響を及ぼした。

### 第二次世界大戦

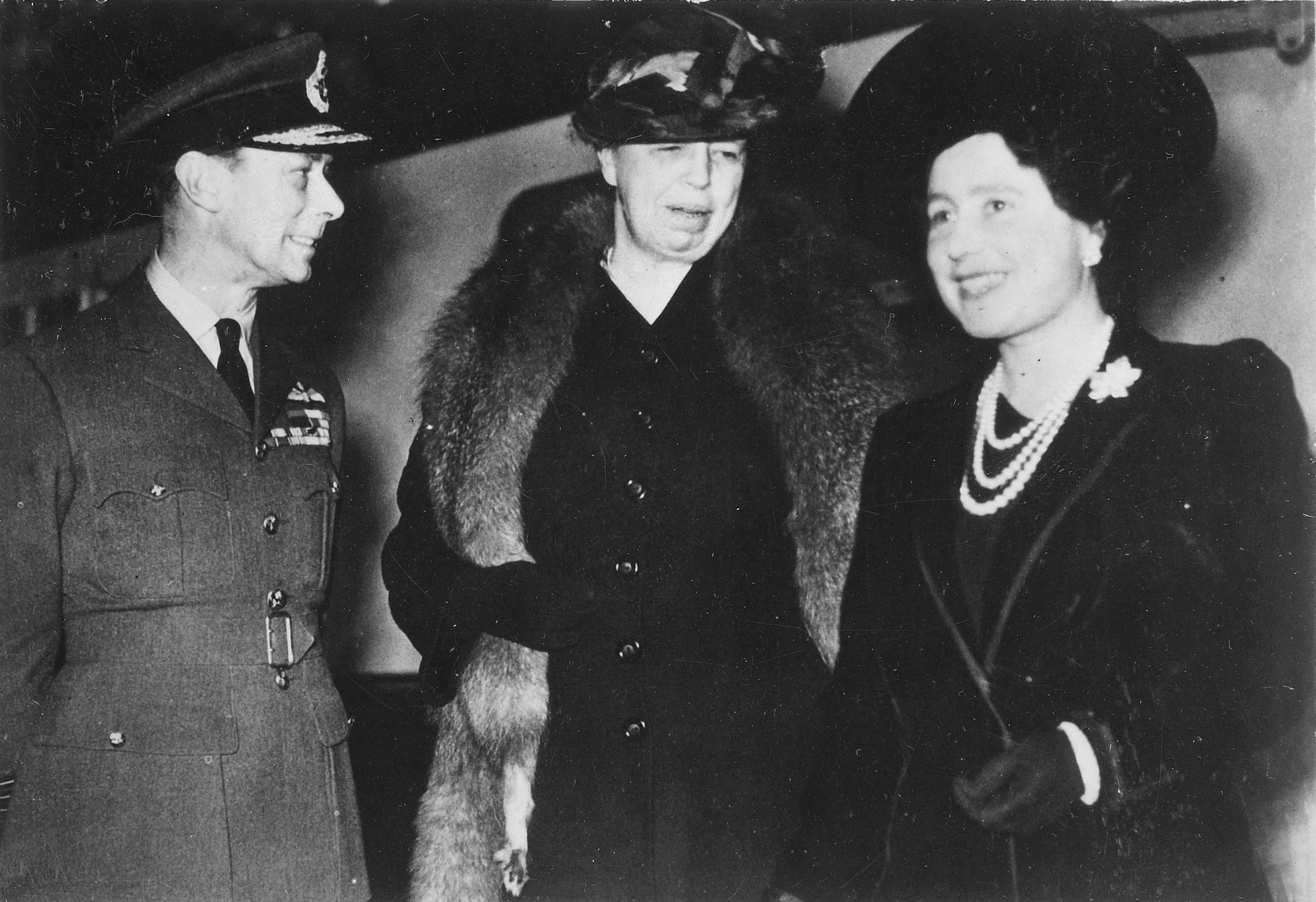
渡英しロンドンを訪れたアメリカ大統領夫人エレノア・ルーズベルト（中央）と国王ジョージ6世、王妃エリザベス（1942年10月23日）

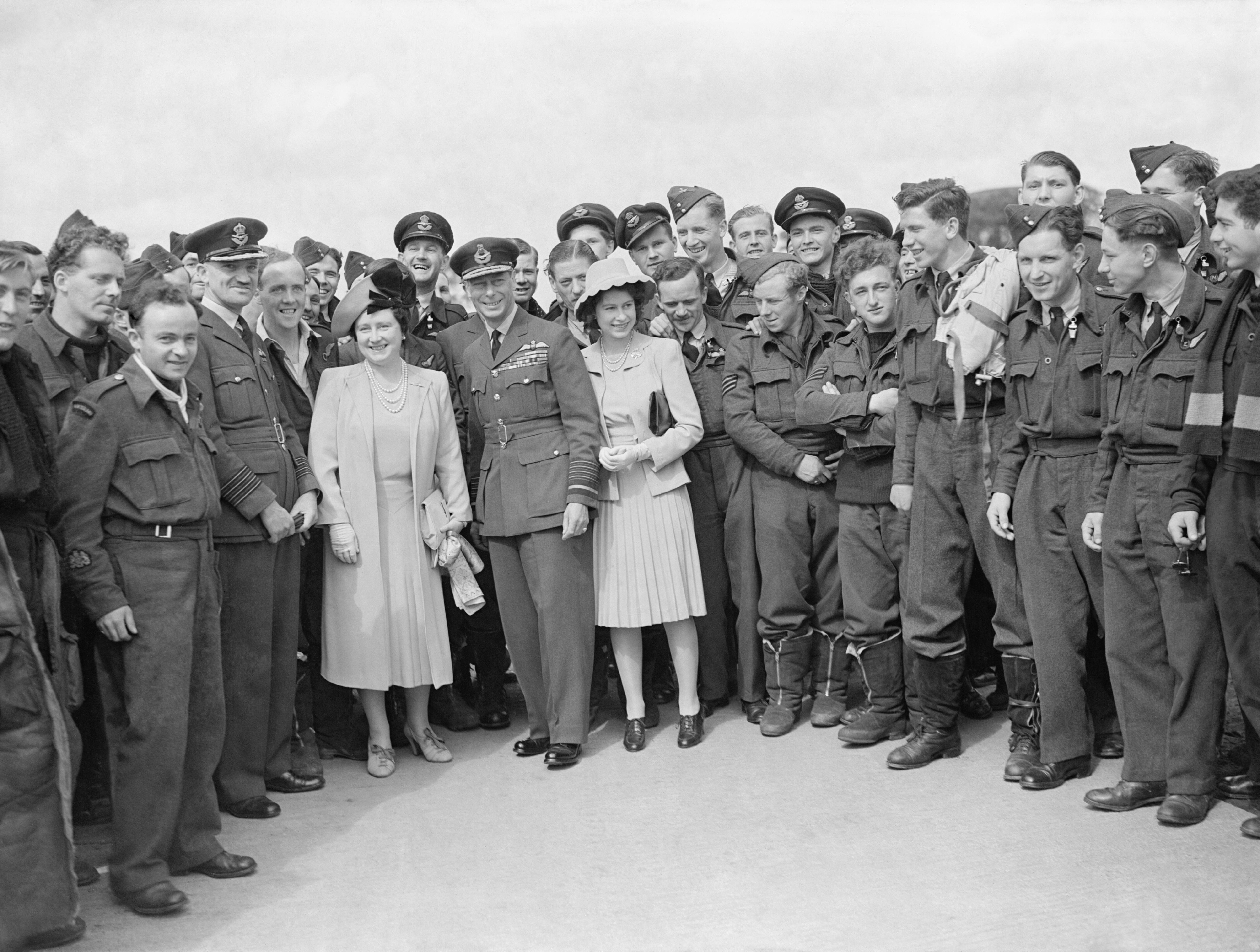
英空軍兵士を激励するジョージ6世国王夫妻とエリザベス王女（1942年から1945年頃）

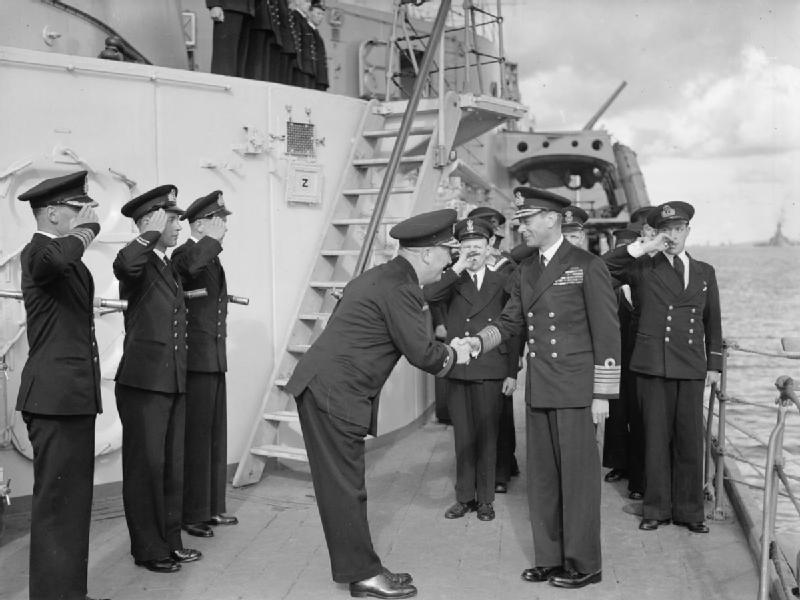
英海軍軽巡洋艦ベルファストにてロバート・バーネット提督の挨拶を受けるジョージ6世（1943年8月15日）

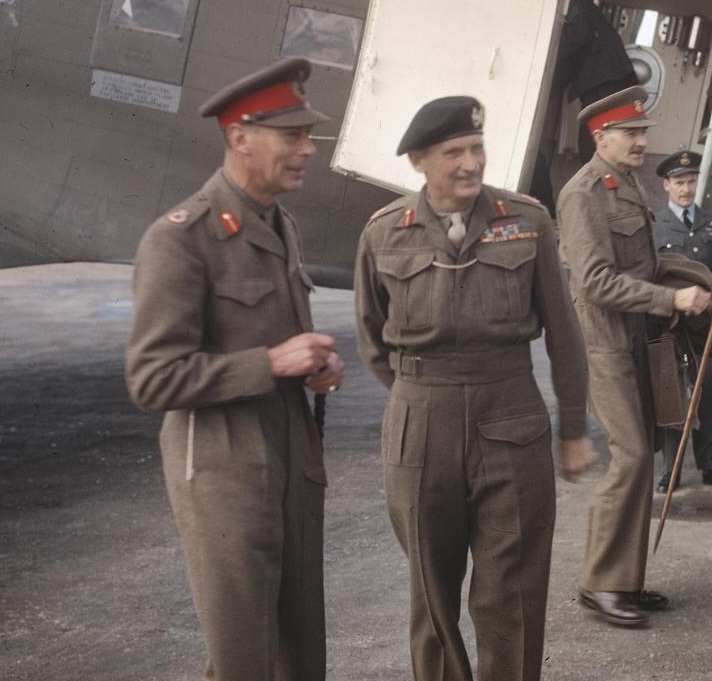
英陸軍元帥バーナード・モントゴメリーと（1944年10月12日）

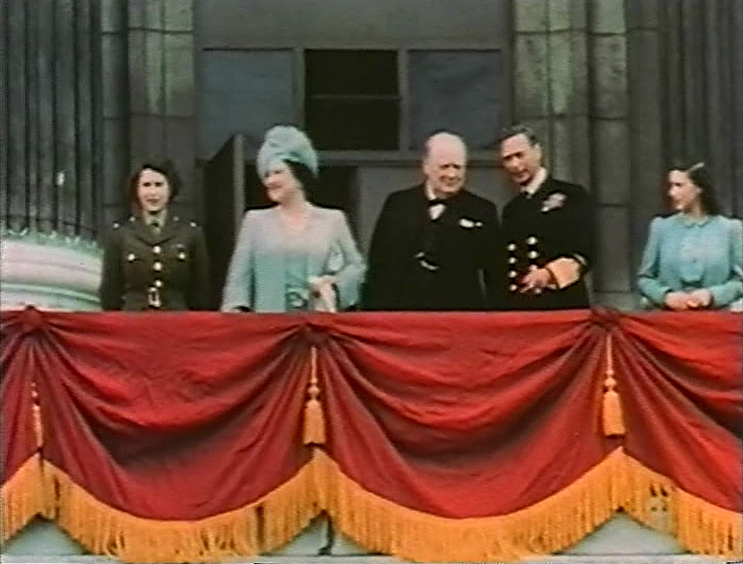
1945年5月8日のヨーロッパ戦勝記念日をうけて、バッキンガム宮殿のバルコニーに立つ国王ジョージ6世一家とウィンストン・チャーチル首相、左端の人物はエリザベス王女（当時、後のイギリス女王エリザベス2世）

1939年9月3日に、イギリスとアイルランド自由国以外のイギリス自治領は、9月1日にポーランドを侵略したドイツに宣戦布告した。
ジョージ6世と同妃エリザベスは、ロンドンがドイツ空軍による大空襲に晒されても、ロンドンに留まることを選択した。公式には、大戦を通じて国王夫妻はバッキンガム宮殿に居住していたとされているが、空襲を受けることも多い夜間にはウィンザー城で過ごすことのほうが多かった。最初にロンドンが爆撃されたのは1940年9月7日で、このときにはテムズ川北側のイースト・エンドを中心に、およそ1,000人の民衆が犠牲になった。9月13日にはドイツ空軍機が投下した2発の爆弾がバッキンガム宮殿の中庭に着弾し、宮殿で執務中だった国王夫妻が九死に一生を得たこともあった。王妃エリザベスが「爆撃された事に感謝しましょう。これでイーストエンドに顔向け出来ます (I'm glad we've been bombed. It makes me feel I can look the East End in the face. ) 」という有名な言葉を言い放ったのはこのときである。
国王一家は、戦時中のイギリス国民と等しく危険と耐乏を分かち合った。国民と同じく配給物資の制限を受け、フランクリン・ルーズベルト大統領夫人エレノアも、イギリス訪問中のバッキンガム宮殿滞在時に食事に配給物資が出されたこと、入浴する際に浴槽の湯量が制限されていたこと、暖房が入っていなかったこと、空襲被害を受けて壊れた窓に板が打ち付けられていたことなどを証言している。
1940年にチェンバレンに代わって、保守党のウィンストン・チャーチルが首相となり、戦時の挙国一致内閣として第1次チャーチル内閣が発足した。しかしながら、ジョージ6世が首相に相応しいと内心で思っていたのは外務・英連邦大臣となったハリファックス子爵エドワード・ウッドだった。チャーチルが、初代ビーヴァーブルック男爵マックス・エイトケンを航空機生産大臣 (英語: Minister of Aircraft Production) に任じたときには、ジョージ6世は当初失望していたが、ジョージ6世とチャーチルは徐々に「イギリス近現代史上、もっとも個人的な友情で結ばれた国王と首相」といわれるほどの絆を結んでいった。1940年9月からの半年間、2人は毎週水曜日に4時間を共に過ごし、昼食をとりながら、戦争について秘密裏に腹蔵なく語り合った。
その後、1941年12月には日本軍による「マレー作戦」を受けて日本と開戦し（太平洋戦争）、瞬く間に香港やマレー半島、ビルマなどアジアの主要な植民地を失い、大西洋と地中海が戦場となったほかインド洋の制海権を日本軍に押さえられ、オーストラリアとの交通が遮断されてしまう。そのような状況にありながら、第二次世界大戦の間中、ジョージ6世とエリザベスは爆撃を受けた場所、軍需工場などイギリスとその影響下にある各地を訪問し、国民の士気を鼓舞し続けた。さらにジョージ6世は、イギリス本国を離れて外国へ遠征している部隊も慰問した。1939年12月にフランス、1943年6月に北アフリカとマルタ、1944年6月にノルマンディー、1944年7月に南イタリア、1944年10月にネーデルラント地域を、それぞれ訪れている。1942年8月には弟のケント公ジョージが、軍務中に薨去した。
国王夫妻は国民から高い敬意を受け、その不屈の姿勢とともに、「国を挙げた戦争遂行の象徴たる存在」となっていった。1945年5月にドイツが降伏したヨーロッパ戦勝記念日のお祭り騒ぎの中、バッキンガム宮殿前に集った国民が「王よ、お姿を！ (We want the King!)」と叫んだ。ミュンヘン協定を締結したときのチェンバレンのときと同じく、ジョージ6世国王とエリザベス王妃はチャーチル首相とともに宮殿のバルコニーに姿を見せ、国民からの喝采を受けた。1946年1月にロンドンで開催された第1回国際連合会議で、ジョージ6世は公式演説を行い、「男女の別、国の大小に関わらず、信念はみな平等である」と断言している。

### イギリス連邦の統治

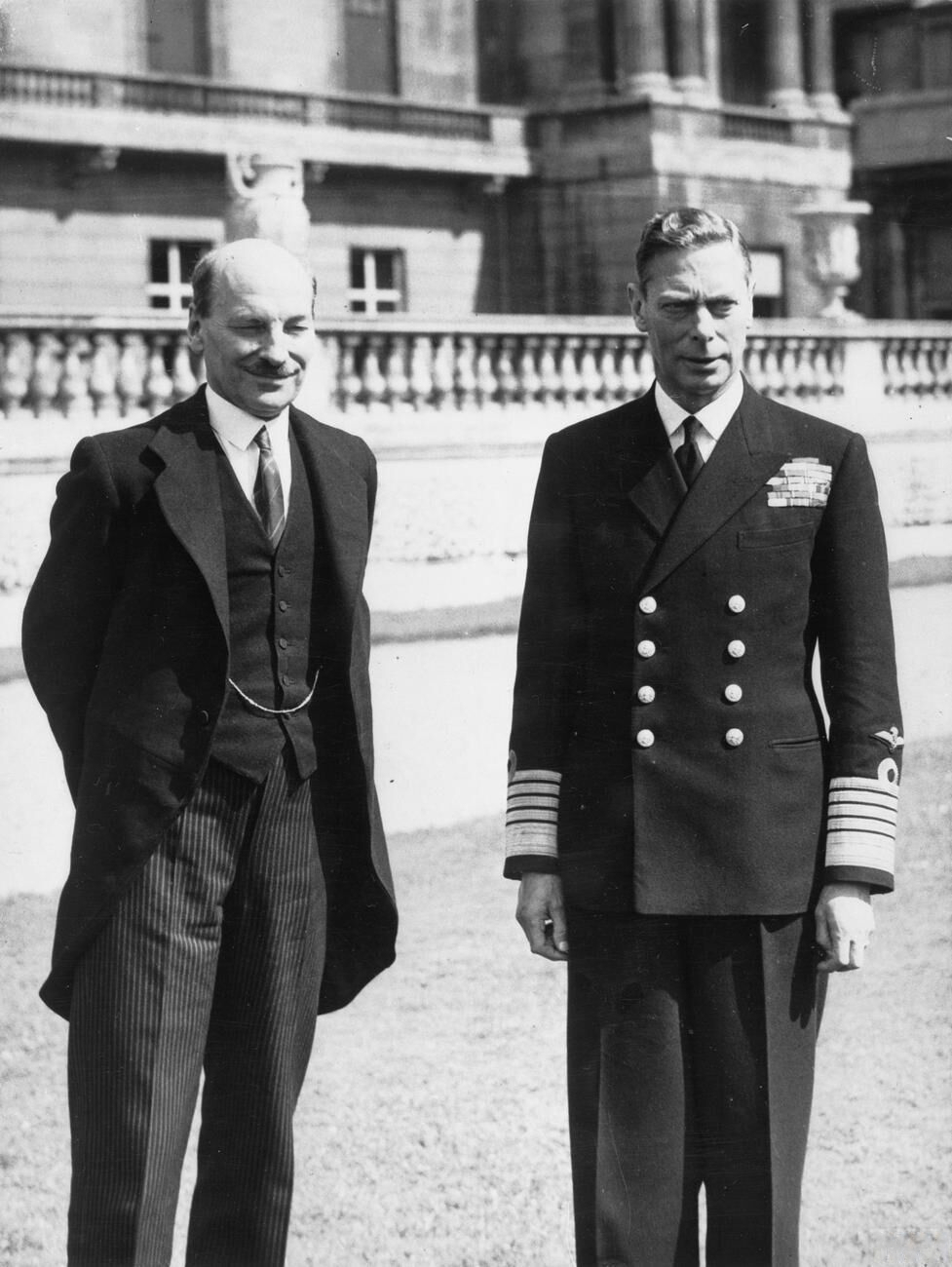
ジョージ6世（右）と、イギリス首相クレメント・アトリー（1945年7月）

第二次世界大戦において戦勝国となったものの、本国がドイツ軍の空襲を受けるなど戦禍にさらされ、アジアでも多くの植民地を日本軍に蹂躙され国力を削がれた大英帝国の崩壊は加速していった。1931年に発布されたウェストミンスター憲章で、すでに各イギリス自治領がそれぞれ主権を承認されていた。それまでの大英帝国から、イギリス連邦として知られる各独立国の自由意志による同盟への移行は、第二次世界大戦後、とくに労働党党首クレメント・アトリーが首相を務めた時代（1945年から1951年：アトリー内閣）に勢いを増していった。
宗主国として世界各地の植民地に君臨する国力も威厳も失ったイギリスは急速に求心力を失い、1947年にはイギリス領インド帝国が、インド連邦とパキスタンの2国に分離独立した。これにより、ジョージ6世は「インド皇帝」の称号を失い、「インド王」、「パキスタン王」となっている。1950年にはインドがイギリス連邦に留まったまま共和制へと移行したことから、ジョージ6世は「インド王」の称号も失ったが、「パキスタン王」の称号は生涯保持し続け、インドは「コモンウェルス首長」という新たな称号を承認した。その他、1948年1月にビルマ、1948年5月にパレスチナ、1949年にアイルランドが、イギリス連邦から脱退している。

### 人種差別への憤怒
1947年に国王ジョージ6世一家は、連邦構成国である南アフリカを公式訪問した。翌年に総選挙を控えていた南アフリカ首相のヤン・スマッツは、このイギリス国王一家訪問を政治的に利用することを考えていた。
しかしながらジョージ6世は、人種差別的政策を行う南アフリカ政府から白人とのみ握手するよう要求されたことに愕然とし、連邦政府から自身につけられた護衛官たちを、ナチス・ドイツの秘密警察だった「ゲシュタポ」と称して非難している。また、南アフリカ連邦政府から、現地人たる黒人の叙勲者に対して直接勲章を授与することも拒否され、「あいつら（白人の政府関係者）を全員射殺したい」と漏らした。
なおスマッツは1948年の総選挙 (en:South African general election, 1948) で敗北し、新たな首相ダニエル・フランソワ・マランは人種間差別政策アパルトヘイトを確立した。この事により南アフリカは1961年にイギリス連邦から追放されている。

### 晩年

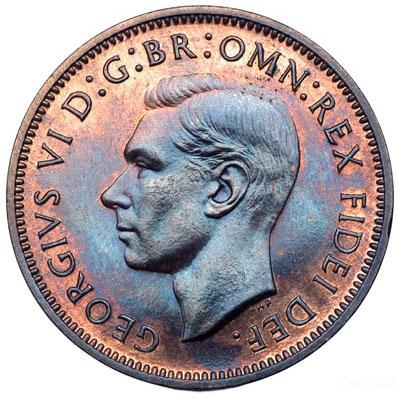
1951年に発行された、ジョージ6世の肖像が刻まれたファージング硬貨。肖像の周りの"GEORGIVS VI D:GR:BR:OMN:FIDEI DEF:"はラテン語で「ジョージ6世、神の恩寵ある全ブリタニアの王にして信仰の擁護者」と刻まれている。

「戦時中の心労がジョージ6世の健康を損ねた」といわれている。ヘビースモーカーだったことも体調悪化に拍車をかけ、肺がんと動脈硬化などの慢性疾患を複数併発した。推定王位継承者（イギリス王位継承順位第1位）である長女のエリザベス王女が、体調不良で公務に時間を割けない父の国王ジョージ6世の代行をし、さらに多くの公務をこなすようになっていった。
右足の動脈閉塞と、それに伴う手術を1949年3月に受けたために、予定されていたジョージ6世のオーストラリア、ニュージーランド訪問は延期されている。延期されたこの訪問は、エリザベス王女とエディンバラ公フィリップ夫妻が、ジョージ6世国王エリザベス王妃夫妻の代理として訪問することで再調整された。1951年5月に開催された英国博覧会 (en:Festival of Britain) の開幕式には出席できるまでに回復していたジョージ6世だったが、左肺に悪性腫瘍が発見され、9月23日に摘出手術を受けている。12月の議会開会宣言 (en:State Opening of Parliament) の場で、ジョージ6世が行うはずだった国王演説は、大法官を兼任する貴族院議長ギャヴィン・シモンズが代読した。また、毎年の恒例行事となっていたクリスマスの全国民向けラジオ放送を行った際も、話の途切れた部分をテープから切り取って、言葉が一貫して繋がるように編集しなければならない程だった。
1952年1月31日に、周囲の反対を押し切ってジョージ6世は、ロンドン・ヒースロー空港まで足を運び、イギリス帝国領のケニア植民地経由でオーストラリアとニュージーランド両国への海外公務に旅立つエリザベス王女の送迎をしている。これが父娘の最後の対面であり、ジョージ6世の長女エリザベスが「エリザベス王女（Princess Elizabeth）」として最後にイギリス本国に存在した瞬間でもあった。

### 崩御、長女エリザベス王女の王位継承
1952年2月6日朝、サンドリンガム・ハウスのベッドで死亡したジョージ6世が発見された。死因は就寝中の冠動脈血栓症で、この時ジョージ6世は56歳だった。突然の父ジョージ6世の訃報、すなわち自身のイギリス新女王への即位を滞在中のケニアで知らされたエリザベス王女は、「女王エリザベス2世（Queen Elizabeth II）」として即位するために、夫フィリップとともにイギリス本国へ急遽帰国する。
2月9日から2日間、ジョージ6世の遺体が納められた棺はサンドリンガムの聖メアリ・マグダレーン教会に安置された。その後、亡き先代国王ジョージ6世とイギリス国民が別れを告げるために (en:lying in state) ウェストミンスター宮殿のホールに棺が運ばれている。ジョージ6世の国葬はウィンザー城の聖ジョージ礼拝堂で、2月15日に行われた。礼拝堂地下にある歴代王族の墓所に葬られたが、後に「国王ジョージ6世記念礼拝堂」が建設され、1969年3月26日に同礼拝堂に改葬された。
子供に先立たれた母后メアリー太王太后の悲嘆は深く、翌1953年3月24日、孫娘のエリザベス2世の戴冠式を見ることなく崩御した。
未亡人となったエリザベス王太后は「国母」として国民に敬愛を受けつつ、病弱で早逝した夫とは正反対に長命を保った。その母王太后と姉エリザベス2世女王を後にして先に次女マーガレット王女が2002年2月9日に71歳で薨去すると、後を追うように同年3月30日に101歳で崩御した。両者ともジョージ6世の墓所の隣に埋葬された。

## 後世への影響

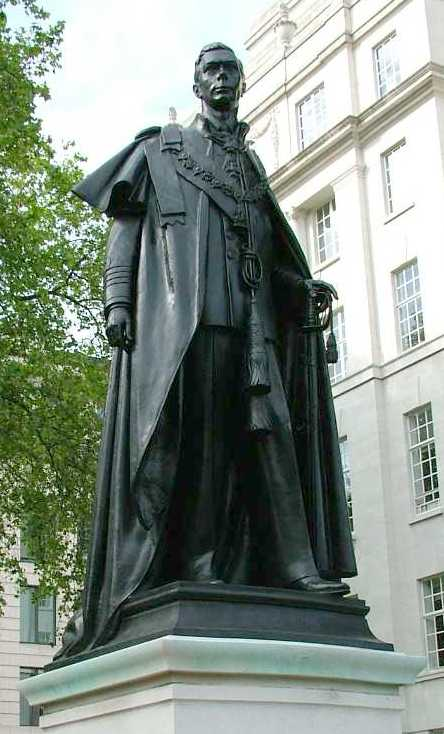
ロンドンのカールトン・ハウス・テラスにあるジョージ6世の像

労働党のスコットランド出身庶民院議員ジョージ・ハーディ (George Hardie) は、1936年のエドワード8世の王位放棄について「共和主義に大きな恩恵を与えた出来事で、50年かけて宣伝する以上の効果をもたらした」としている。ジョージ6世は兄エドワードに、国王退位の影響によって「イギリス王座が揺らいでいる」とし、不本意ながら王座を「もと通りに強固なものにすること」が自身の務めだという書簡を書いた。
このようにジョージ6世は、イギリス王室に対する国民の信頼が極めて低いときに、王位に就かねばならなかった。さらにその治世中、国民は戦争の困窮に耐え忍ばねばならず、その後大英帝国の威光はなくなっていった。しかしながら、ジョージ6世は誠実な家庭人で、かつ責任感の強い国王であり、個人的な勇気を示すことによって、イギリス国王の信頼感を取り戻すことに成功した。
「ジョージ・クロス」と「ジョージ・メダル (en:George Medal)」 は、どちらも第二次世界大戦中にジョージ6世が考案し、一般市民の勇敢な行為を表彰するために制定された勲章である。1943年には「マルタ島すべて」を対象にジョージ・クロスを授与した。また、死後の1960年には、フランス政府から、チャーチルとともにジョージ6世にリベラシオン勲章 (en:Ordre de la Libération) が追贈されている。
各地の地名や道路など、ジョージ6世にちなんで名付けられた場所は多い。ロンドンのキング・ジョージ病院 (en:King George Hospital, London)、サレーのキング・ジョージ VI・ハイウェイ (en:King George VI Highway)、キング・ジョージ駅 (en:King George Station)、南極のジョージ6世海峡 (en:George VI Sound)、ともに競馬のG1競走であるキングジョージ6世&クイーンエリザベスステークスやキングジョージ6世チェイスなどが有名である。

## 関連作品

### 映画
2010年のイギリス映画『英国王のスピーチ』では、ジョージ6世が吃音症を克服するさまが描かれている。ジョージ6世を演じたコリン・ファースがアカデミー主演男優賞を受賞したほか、アカデミー作品賞など4部門でアカデミー賞を獲得した。
2012年のイギリス映画『私が愛した大統領』ではサミュエル・ウェストがジョージ6世役を演じた。
2015年のイギリス映画『ロイヤル・ナイト 英国王女の秘密の外出』ではルパート・エヴェレットがジョージ6世役を演じた。
2017年のイギリス映画『チャーチル ノルマンディーの決断』ではジェームズ・ピュアフォイがジョージ6世役を演じ、同年のイギリス映画『ウィンストン・チャーチル/ヒトラーから世界を救った男』ではベン・メンデルソーンがジョージ6世役を演じている。

### テレビドラマ
『Bertie and Elizabeth』(2002年、カールトン・テレビジョン製作)では、ジェームズ・ウィルビーがバーティー(ジョージ6世)役を演じた。
2016年のNetflix配信テレビドラマシリーズ『ザ・クラウン』ではジャレッド・ハリスがジョージ6世役を演じている。

## フリーメイソン
1919年12月に海軍ロッジNo2612でフリーメイソンに加入している。同じくフリーメイソンリーである兄エドワード8世(ウィンザー公)、弟ケント公ジョージとともにフリーメイソンに多大な貢献を行った。
1936年にはスコットランド・グランドロッジのグランドマスターとなり、翌年の即位まで務めた。
即位後の1939年7月19日には弟ケント公とともに世界中のメイソン代表者1万2000人をロンドンの「オリンピア」に招き、その大会を彼自ら「イギリス・グランドロッジ連合」として主宰している。

## 称号と紋章

### 称号と敬称

ジョージ6世のロイヤル・サイファー。Georgivs VI Rex(ラテン語) の頭文字が組み合わされている

- 1895年12月14日 - 1898年5月28日
アルバート・オブ・ヨーク王子殿下（His Highness Prince Albert of York）
- 1898年5月28日 - 1901年1月22日
アルバート・オブ・ヨーク王子殿下（His Royal Highness Prince Albert of York）
- 1901年1月22日 - 1901年11月9日
アルバート・オブ・コーンウォール・アンド・ヨーク王子殿下（His Royal Highness Prince Albert of Cornwall and York）
- 1901年11月9日 - 1910年5月6日
アルバート・オブ・ウェールズ王子殿下（His Royal Highness Prince Albert of Wales）
- 1910年5月6日 - 1920年6月3日
アルバート王子殿下（His Royal Highness The Prince Albert）
- 1920年6月3日 - 1936年12月11日
ヨーク公爵殿下（His Royal Highness The Duke of York）
- 1936年12月11日 - 1952年2月6日
国王陛下（His Majesty The King）
- 1936年12月11日 - 1947年8月14日
皇帝陛下（His Imperial Majesty）

ジョージ6世は、イギリス国王の曾孫、孫、息子として、その生涯を通じて多くの称号で呼ばれた。即位後は、単に「国王（the King）」ないし「陛下（his majesty）」と呼ばれることが通例だった。また、イギリス国王としてのジョージ6世は、自動的にカナダ全軍とイギリス全軍の（名目上の）「最高司令官」の地位にも就いている。

### 紋章
ヨーク公爵時代のジョージ6世の紋章は、イギリス国王紋章に、白色の3本のポイント（垂飾り）がある横帯が追加されたものである。中央のポイントには青色の錨が描かれている。この紋章は、ジョージ6世の父ジョージ5世がヨーク公爵に叙爵されたときに採用された紋章と同じもので、後にエリザベス2世の次男アンドルーがヨーク公爵に叙爵されたときに引き継がれている。ジョージ6世のイギリス国王としての紋章は、歴代イギリス国王と同じ紋章が引き継がれている。

ヨーク公アルバートとしての紋章
イギリス国王ジョージ6世としての紋章（スコットランド以外）
イギリス国王ジョージ6世としてのスコットランドでの紋章
カナダにおける紋章

## 勲章
- 1916年、ガーター勲章勲爵士（KG）
- 1921年、ロイヤル・ヴィクトリア勲章ナイト・グランド・クロス（GCVO）
- 1923年、シッスル勲章勲爵士（KT）
- 1926年、聖マイケル・聖ジョージ勲章ナイト・グランド・クロス（GCMG）
- 1936年、聖パトリック勲章勲爵士（KP）[112]

### 外国勲章
国名五十音順。カッコ内の年代は授与された年。
- アフガニスタン王国：太陽勲章（Order of the Sun）
- アメリカ合衆国：第二次世界大戦遠征記念章（Campaign Medal）
- イラク王国：二大河勲章（英語版）（1933年）、ハシム王家勲章（Order of the Hashemites）（1943年）
- エジプト王国：ムハンマド・アリー勲章（Order of Mohammed Ali）（1927年）
- エチオピア帝国：エチオピアの星勲章（1902年）、ソロモン勲章
- オランダ：ウィレム軍事勲章（オランダ語版）、ネーデルラント獅子勲章（オランダ語版）
- ギリシャ王国：贖主勲章（ギリシア語版）（1936年）、ゲオルギオス1世勲章（ギリシア語版）（1936年）、聖ゲオルギオスおよび聖コンスタンティノス勲章（英語版）
- サン・マリノ共和国：サン・マリノ勲章（イタリア語版）
- スウェーデン：熾天使勲章（スウェーデン語版）（1937年）
- タイ王国：白象勲章・大チャクリー勲章（1938年）
- デンマーク：象勲章、ダンネブロ勲章
- 日本：大勲位菊花大綬章（1937年）、大勲位菊花章頸飾（1937年）
- ネパール：ラヤーニー勲章（英語版）
- ノルウェー：聖オーラヴ勲章
- フランス：レジオンドヌール勲章
- ブルガリア王国：聖キリルおよび聖メソディウス勲章（ブルガリア語版）
- ベルギー：レオポルド勲章（オランダ語版、フランス語版）
- ペルシャ帝国：ライオンと太陽勲章（英語版）、パフラヴィー勲章（英語版）
- ポルトガル：キリスト・聖ベネディクト・聖ディエーゴ三重勲章（1939年）
- ルーマニア王国：カロル1世勲章
- ロシア帝国：聖ウラジーミル勲章（ロシア語版）（1915年）[113]

## 子女
|        | 名前                                | 生年月日       | 没年月日               | 結婚                             | 結婚                                                        | 子女                                                                                             |
| 年月日 | 名前                                | 生年月日       | 没年月日               | 配偶者                           |                                                             | 子女                                                                                             |
| ------ | ----------------------------------- | -------------- | ---------------------- | -------------------------------- | ----------------------------------------------------------- | ------------------------------------------------------------------------------------------------ |
|        | エリザベス2世                       | 1926年 4月21日 | 2022年 9月8日 (96歳没) | 1947年 11月20日                  | エディンバラ公爵フィリップ                                  | チャールズ3世 プリンセス・ロイヤル・アン ヨーク公爵アンドルー王子 ウェセックス伯爵エドワード王子 |
|        | スノードン伯爵夫人 マーガレット王女 | 1930年 8月21日 | 2002年 2月9日 (71歳没) | 1960年 5月6日 1978年 7月11日離婚 | 初代スノードン伯爵 アンソニー・アームストロング＝ジョーンズ | 第2代スノードン伯爵 デイヴィッド・アームストロング＝ジョーンズ レディ・サラ・チャット            |

## 系譜
| \| \| \| \| \| \| \| \| \| \| \| \| \| \| \| \| \| \| \| \| 16. ザクセン＝コーブルク＝ゴータ公エルンスト1世 \| \| \| \| \| \| \| \| \| \| \| \| \| \| \| \| \| \| \| \| \| \| \| \| \| \| \| \| \| \| \| \| \| \| \| \| \| \| \| \| \| \| \| \| \| \| \| \| \| \| \| \| \| \| 8. ザクセン＝コーブルク＝ゴータ公子アルバート \| \| \| \| \| \| \| \| \| \| \| \| \| \| \| \| \| \| \| \| \| \| \| \| \| \| \| \| \| \| \| \| \| \| \| \| \| \| \| \| \| \| \| \| \| \| \| \| \| \| \| \| \| \| 17. ザクセン＝ゴータ＝アルテンブルク公ルイーゼ \| \| \| \| \| \| \| \| \| \| \| \| \| \| \| \| \| \| \| \| \| \| \| \| \| \| \| \| \| \| \| \| \| \| \| \| \| \| \| \| \| \| \| \| \| \| \| \| \| \| \| \| \| \| 4. イギリス国王エドワード7世 \| \| \| \| \| \| \| \| \| \| \| \| \| \| \| \| \| \| \| \| \| \| \| \| \| \| \| \| \| \| \| \| \| \| \| \| \| \| \| \| \| \| \| \| \| \| \| \| \| \| \| \| \| \| 18. ケント・ストラサーン公エドワード・オーガスタス \| \| \| \| \| \| \| \| \| \| \| \| \| \| \| \| \| \| \| \| \| \| \| \| \| \| \| \| \| \| \| \| \| \| \| \| \| \| \| \| \| \| \| \| \| \| \| \| \| \| \| \| \| \| 9. イギリス女王ヴィクトリア \| \| \| \| \| \| \| \| \| \| \| \| \| \| \| \| \| \| \| \| \| \| \| \| \| \| \| \| \| \| \| \| \| \| \| \| \| \| \| \| \| \| \| \| \| \| \| \| \| \| \| \| \| \| 19. ザクセン＝コーブルク＝ザールフェルト公女ヴィクトリア \| \| \| \| \| \| \| \| \| \| \| \| \| \| \| \| \| \| \| \| \| \| \| \| \| \| \| \| \| \| \| \| \| \| \| \| \| \| \| \| \| \| \| \| \| \| \| \| \| \| \| \| \| \| 2. イギリス国王ジョージ5世 \| \| \| \| \| \| \| \| \| \| \| \| \| \| \| \| \| \| \| \| \| \| \| \| \| \| \| \| \| \| \| \| \| \| \| \| \| \| \| \| \| \| \| \| \| \| \| \| \| \| \| \| \| \| 20. シュレースヴィヒ＝ホルシュタイン＝ゾンダーブルク＝グリュックスブルク公フリードリヒ・ヴィルヘルム \| \| \| \| \| \| \| \| \| \| \| \| \| \| \| \| \| \| \| \| \| \| \| \| \| \| \| \| \| \| \| \| \| \| \| \| \| \| \| \| \| \| \| \| \| \| \| \| \| \| \| \| \| \| 10. デンマーク国王クリスチャン9世 \| \| \| \| \| \| \| \| \| \| \| \| \| \| \| \| \| \| \| \| \| \| \| \| \| \| \| \| \| \| \| \| \| \| \| \| \| \| \| \| \| \| \| \| \| \| \| \| \| \| \| \| \| \| 21. ヘッセン＝カッセル方伯女ルイーゼ・カロリーネ \| \| \| \| \| \| \| \| \| \| \| \| \| \| \| \| \| \| \| \| \| \| \| \| \| \| \| \| \| \| \| \| \| \| \| \| \| \| \| \| \| \| \| \| \| \| \| \| \| \| \| \| \| \| 5. デンマーク王女アレクサンドラ \| \| \| \| \| \| \| \| \| \| \| \| \| \| \| \| \| \| \| \| \| \| \| \| \| \| \| \| \| \| \| \| \| \| \| \| \| \| \| \| \| \| \| \| \| \| \| \| \| \| \| \| \| \| 22. ヘッセン＝カッセル＝ルンペンハイム方伯ヴィルヘルム \| \| \| \| \| \| \| \| \| \| \| \| \| \| \| \| \| \| \| \| \| \| \| \| \| \| \| \| \| \| \| \| \| \| \| \| \| \| \| \| \| \| \| \| \| \| \| \| \| \| \| \| \| \| 11. ヘッセン＝カッセル＝ルンペンハイム方伯女ルイーゼ \| \| \| \| \| \| \| \| \| \| \| \| \| \| \| \| \| \| \| \| \| \| \| \| \| \| \| \| \| \| \| \| \| \| \| \| \| \| \| \| \| \| \| \| \| \| \| \| \| \| \| \| \| \| 23. デンマーク王女ルイーセ・シャロデ \| \| \| \| \| \| \| \| \| \| \| \| \| \| \| \| \| \| \| \| \| \| \| \| \| \| \| \| \| \| \| \| \| \| \| \| \| \| \| \| \| \| \| \| \| \| \| \| \| \| \| \| \| \| 1. イギリス国王ジョージ6世 \| \| \| \| \| \| \| \| \| \| \| \| \| \| \| \| \| \| \| \| \| \| \| \| \| \| \| \| \| \| \| \| \| \| \| \| \| \| \| \| \| \| \| \| \| \| \| \| \| \| \| \| \| \| 24. ヴュルテンベルク公ルードヴィヒ \| \| \| \| \| \| \| \| \| \| \| \| \| \| \| \| \| \| \| \| \| \| \| \| \| \| \| \| \| \| \| \| \| \| \| \| \| \| \| \| \| \| \| \| \| \| \| \| \| \| \| \| \| \| 12. ヴュルテンベルク公アレクサンダー \| \| \| \| \| \| \| \| \| \| \| \| \| \| \| \| \| \| \| \| \| \| \| \| \| \| \| \| \| \| \| \| \| \| \| \| \| \| \| \| \| \| \| \| \| \| \| \| \| \| \| \| \| \| 25. ナッサウ＝ヴァイルブルク侯女ヘンリエッテ \| \| \| \| \| \| \| \| \| \| \| \| \| \| \| \| \| \| \| \| \| \| \| \| \| \| \| \| \| \| \| \| \| \| \| \| \| \| \| \| \| \| \| \| \| \| \| \| \| \| \| \| \| \| 6. テック公フランツ \| \| \| \| \| \| \| \| \| \| \| \| \| \| \| \| \| \| \| \| \| \| \| \| \| \| \| \| \| \| \| \| \| \| \| \| \| \| \| \| \| \| \| \| \| \| \| \| \| \| \| \| \| \| 26. ラースロ・レーデイ・フォン・キス＝レーデ伯爵 \| \| \| \| \| \| \| \| \| \| \| \| \| \| \| \| \| \| \| \| \| \| \| \| \| \| \| \| \| \| \| \| \| \| \| \| \| \| \| \| \| \| \| \| \| \| \| \| \| \| \| \| \| \| 13. レーデイ・ラースロー伯女クラウディア \| \| \| \| \| \| \| \| \| \| \| \| \| \| \| \| \| \| \| \| \| \| \| \| \| \| \| \| \| \| \| \| \| \| \| \| \| \| \| \| \| \| \| \| \| \| \| \| \| \| \| \| \| \| 27. ナジヴァーラド男女アグネス \| \| \| \| \| \| \| \| \| \| \| \| \| \| \| \| \| \| \| \| \| \| \| \| \| \| \| \| \| \| \| \| \| \| \| \| \| \| \| \| \| \| \| \| \| \| \| \| \| \| \| \| \| \| 3. テック公女メアリー \| \| \| \| \| \| \| \| \| \| \| \| \| \| \| \| \| \| \| \| \| \| \| \| \| \| \| \| \| \| \| \| \| \| \| \| \| \| \| \| \| \| \| \| \| \| \| \| \| \| \| \| \| \| 28. イギリス国王ジョージ3世 \| \| \| \| \| \| \| \| \| \| \| \| \| \| \| \| \| \| \| \| \| \| \| \| \| \| \| \| \| \| \| \| \| \| \| \| \| \| \| \| \| \| \| \| \| \| \| \| \| \| \| \| \| \| 14. ケンブリッジ公アドルファス \| \| \| \| \| \| \| \| \| \| \| \| \| \| \| \| \| \| \| \| \| \| \| \| \| \| \| \| \| \| \| \| \| \| \| \| \| \| \| \| \| \| \| \| \| \| \| \| \| \| \| \| \| \| 29. メクレンブルク＝シュトレーリッツ公女ゾフィー・シャルロッテ \| \| \| \| \| \| \| \| \| \| \| \| \| \| \| \| \| \| \| \| \| \| \| \| \| \| \| \| \| \| \| \| \| \| \| \| \| \| \| \| \| \| \| \| \| \| \| \| \| \| \| \| \| \| 7. ケンブリッジ公女メアリー・アデレード \| \| \| \| \| \| \| \| \| \| \| \| \| \| \| \| \| \| \| \| \| \| \| \| \| \| \| \| \| \| \| \| \| \| \| \| \| \| \| \| \| \| \| \| \| \| \| \| \| \| \| \| \| \| 30. ヘッセン＝カッセル＝ルンペンハイム方伯フリードリヒ \| \| \| \| \| \| \| \| \| \| \| \| \| \| \| \| \| \| \| \| \| \| \| \| \| \| \| \| \| \| \| \| \| \| \| \| \| \| \| \| \| \| \| \| \| \| \| \| \| \| \| \| \| \| 15. ヘッセン＝カッセル＝ルンペンハイム方伯女アウグステ \| \| \| \| \| \| \| \| \| \| \| \| \| \| \| \| \| \| \| \| \| \| \| \| \| \| \| \| \| \| \| \| \| \| \| \| \| \| \| \| \| \| \| \| \| \| \| \| \| \| \| \| \| \| 31. ナッサウ＝ウジンゲン公女カロリーネ \| \| \| \| \| \| \| \| \| \| \| \| \| \| \| \| \| \| \| \| \| \| \| \| \| \| \| \| \| \| \| \| \| \| \| \| \| \| \| \| \| \| \| \| \| \| \| \| \| \| \| \| | |  |  |  |  |  |  |  |  |  |  |  |  |  |  |  |
| | |  |  |  |  |  |  |  |  |  |  |  |  |  |  |  |
| | 16. ザクセン＝コーブルク＝ゴータ公エルンスト1世                                                      |  |  |  |  |  |  |  |  |  |  |  |  |  |  |  |
| | |  |  |  |  |  |  |  |  |  |  |  |  |  |  |  |
| | |  |  |  |  |  |  |  |  |  |  |  |  |  |  |  |
| | 8. ザクセン＝コーブルク＝ゴータ公子アルバート                                                        |  |  |  |  |  |  |  |  |  |  |  |  |  |  |  |
| | |  |  |  |  |  |  |  |  |  |  |  |  |  |  |  |
| | |  |  |  |  |  |  |  |  |  |  |  |  |  |  |  |
| | 17. ザクセン＝ゴータ＝アルテンブルク公ルイーゼ                                                       |  |  |  |  |  |  |  |  |  |  |  |  |  |  |  |
| | |  |  |  |  |  |  |  |  |  |  |  |  |  |  |  |
| | |  |  |  |  |  |  |  |  |  |  |  |  |  |  |  |
| | 4. イギリス国王エドワード7世                                                                         |  |  |  |  |  |  |  |  |  |  |  |  |  |  |  |
| | |  |  |  |  |  |  |  |  |  |  |  |  |  |  |  |
| | |  |  |  |  |  |  |  |  |  |  |  |  |  |  |  |
| | 18. ケント・ストラサーン公エドワード・オーガスタス                                                   |  |  |  |  |  |  |  |  |  |  |  |  |  |  |  |
| | |  |  |  |  |  |  |  |  |  |  |  |  |  |  |  |
| | |  |  |  |  |  |  |  |  |  |  |  |  |  |  |  |
| | 9. イギリス女王ヴィクトリア                                                                          |  |  |  |  |  |  |  |  |  |  |  |  |  |  |  |
| | |  |  |  |  |  |  |  |  |  |  |  |  |  |  |  |
| | |  |  |  |  |  |  |  |  |  |  |  |  |  |  |  |
| | 19. ザクセン＝コーブルク＝ザールフェルト公女ヴィクトリア                                             |  |  |  |  |  |  |  |  |  |  |  |  |  |  |  |
| | |  |  |  |  |  |  |  |  |  |  |  |  |  |  |  |
| | |  |  |  |  |  |  |  |  |  |  |  |  |  |  |  |
| | 2. イギリス国王ジョージ5世                                                                           |  |  |  |  |  |  |  |  |  |  |  |  |  |  |  |
| | |  |  |  |  |  |  |  |  |  |  |  |  |  |  |  |
| | |  |  |  |  |  |  |  |  |  |  |  |  |  |  |  |
| | 20. シュレースヴィヒ＝ホルシュタイン＝ゾンダーブルク＝グリュックスブルク公フリードリヒ・ヴィルヘルム |  |  |  |  |  |  |  |  |  |  |  |  |  |  |  |
| | |  |  |  |  |  |  |  |  |  |  |  |  |  |  |  |
| | |  |  |  |  |  |  |  |  |  |  |  |  |  |  |  |
| | 10. デンマーク国王クリスチャン9世                                                                    |  |  |  |  |  |  |  |  |  |  |  |  |  |  |  |
| | |  |  |  |  |  |  |  |  |  |  |  |  |  |  |  |
| | |  |  |  |  |  |  |  |  |  |  |  |  |  |  |  |
| | 21. ヘッセン＝カッセル方伯女ルイーゼ・カロリーネ                                                     |  |  |  |  |  |  |  |  |  |  |  |  |  |  |  |
| | |  |  |  |  |  |  |  |  |  |  |  |  |  |  |  |
| | |  |  |  |  |  |  |  |  |  |  |  |  |  |  |  |
| | 5. デンマーク王女アレクサンドラ                                                                      |  |  |  |  |  |  |  |  |  |  |  |  |  |  |  |
| | |  |  |  |  |  |  |  |  |  |  |  |  |  |  |  |
| | |  |  |  |  |  |  |  |  |  |  |  |  |  |  |  |
| | 22. ヘッセン＝カッセル＝ルンペンハイム方伯ヴィルヘルム                                               |  |  |  |  |  |  |  |  |  |  |  |  |  |  |  |
| | |  |  |  |  |  |  |  |  |  |  |  |  |  |  |  |
| | |  |  |  |  |  |  |  |  |  |  |  |  |  |  |  |
| | 11. ヘッセン＝カッセル＝ルンペンハイム方伯女ルイーゼ                                                 |  |  |  |  |  |  |  |  |  |  |  |  |  |  |  |
| | |  |  |  |  |  |  |  |  |  |  |  |  |  |  |  |
| | |  |  |  |  |  |  |  |  |  |  |  |  |  |  |  |
| | 23. デンマーク王女ルイーセ・シャロデ                                                                 |  |  |  |  |  |  |  |  |  |  |  |  |  |  |  |
| | |  |  |  |  |  |  |  |  |  |  |  |  |  |  |  |
| | |  |  |  |  |  |  |  |  |  |  |  |  |  |  |  |
| | 1. イギリス国王ジョージ6世                                                                           |  |  |  |  |  |  |  |  |  |  |  |  |  |  |  |
| | |  |  |  |  |  |  |  |  |  |  |  |  |  |  |  |
| | |  |  |  |  |  |  |  |  |  |  |  |  |  |  |  |
| | 24. ヴュルテンベルク公ルードヴィヒ                                                                   |  |  |  |  |  |  |  |  |  |  |  |  |  |  |  |
| | |  |  |  |  |  |  |  |  |  |  |  |  |  |  |  |
| | |  |  |  |  |  |  |  |  |  |  |  |  |  |  |  |
| | 12. ヴュルテンベルク公アレクサンダー                                                                 |  |  |  |  |  |  |  |  |  |  |  |  |  |  |  |
| | |  |  |  |  |  |  |  |  |  |  |  |  |  |  |  |
| | |  |  |  |  |  |  |  |  |  |  |  |  |  |  |  |
| | 25. ナッサウ＝ヴァイルブルク侯女ヘンリエッテ                                                         |  |  |  |  |  |  |  |  |  |  |  |  |  |  |  |
| | |  |  |  |  |  |  |  |  |  |  |  |  |  |  |  |
| | |  |  |  |  |  |  |  |  |  |  |  |  |  |  |  |
| | 6. テック公フランツ                                                                                  |  |  |  |  |  |  |  |  |  |  |  |  |  |  |  |
| | |  |  |  |  |  |  |  |  |  |  |  |  |  |  |  |
| | |  |  |  |  |  |  |  |  |  |  |  |  |  |  |  |
| | 26. ラースロ・レーデイ・フォン・キス＝レーデ伯爵                                                     |  |  |  |  |  |  |  |  |  |  |  |  |  |  |  |
| | |  |  |  |  |  |  |  |  |  |  |  |  |  |  |  |
| | |  |  |  |  |  |  |  |  |  |  |  |  |  |  |  |
| | 13. レーデイ・ラースロー伯女クラウディア                                                             |  |  |  |  |  |  |  |  |  |  |  |  |  |  |  |
| | |  |  |  |  |  |  |  |  |  |  |  |  |  |  |  |
| | |  |  |  |  |  |  |  |  |  |  |  |  |  |  |  |
| | 27. ナジヴァーラド男女アグネス                                                                       |  |  |  |  |  |  |  |  |  |  |  |  |  |  |  |
| | |  |  |  |  |  |  |  |  |  |  |  |  |  |  |  |
| | |  |  |  |  |  |  |  |  |  |  |  |  |  |  |  |
| | 3. テック公女メアリー                                                                                |  |  |  |  |  |  |  |  |  |  |  |  |  |  |  |
| | |  |  |  |  |  |  |  |  |  |  |  |  |  |  |  |
| | |  |  |  |  |  |  |  |  |  |  |  |  |  |  |  |
| | 28. イギリス国王ジョージ3世                                                                          |  |  |  |  |  |  |  |  |  |  |  |  |  |  |  |
| | |  |  |  |  |  |  |  |  |  |  |  |  |  |  |  |
| | |  |  |  |  |  |  |  |  |  |  |  |  |  |  |  |
| | 14. ケンブリッジ公アドルファス                                                                       |  |  |  |  |  |  |  |  |  |  |  |  |  |  |  |
| | |  |  |  |  |  |  |  |  |  |  |  |  |  |  |  |
| | |  |  |  |  |  |  |  |  |  |  |  |  |  |  |  |
| | 29. メクレンブルク＝シュトレーリッツ公女ゾフィー・シャルロッテ                                       |  |  |  |  |  |  |  |  |  |  |  |  |  |  |  |
| | |  |  |  |  |  |  |  |  |  |  |  |  |  |  |  |
| | |  |  |  |  |  |  |  |  |  |  |  |  |  |  |  |
| | 7. ケンブリッジ公女メアリー・アデレード                                                              |  |  |  |  |  |  |  |  |  |  |  |  |  |  |  |
| | |  |  |  |  |  |  |  |  |  |  |  |  |  |  |  |
| | |  |  |  |  |  |  |  |  |  |  |  |  |  |  |  |
| | 30. ヘッセン＝カッセル＝ルンペンハイム方伯フリードリヒ                                               |  |  |  |  |  |  |  |  |  |  |  |  |  |  |  |
| | |  |  |  |  |  |  |  |  |  |  |  |  |  |  |  |
| | |  |  |  |  |  |  |  |  |  |  |  |  |  |  |  |
| | 15. ヘッセン＝カッセル＝ルンペンハイム方伯女アウグステ                                               |  |  |  |  |  |  |  |  |  |  |  |  |  |  |  |
| | |  |  |  |  |  |  |  |  |  |  |  |  |  |  |  |
| | |  |  |  |  |  |  |  |  |  |  |  |  |  |  |  |
| | 31. ナッサウ＝ウジンゲン公女カロリーネ                                                               |  |  |  |  |  |  |  |  |  |  |  |  |  |  |  |
| | |  |  |  |  |  |  |  |  |  |  |  |  |  |  |  |
| | |  |  |  |  |  |  |  |  |  |  |  |  |  |  |  |